# Sauber F1 Team
La Sauber F1 Team è una scuderia svizzera di Formula 1 e precedentemente di vetture sport, impegnate tra l'altro nel campionato del mondo sportprototipi, fondata da Peter Sauber e con sede a Hinwil. Dal 2024 viene iscritta al campionato mondiale di Formula 1 con il nome di Stake F1 Team Kick Sauber, in base agli accordi di sponsorizzazione con le aziende australiane Stake e Kick iniziati nel 2023.
Dalla stagione 2006 a quella 2009 la scuderia venne ceduta al costruttore tedesco BMW, che ne fece il suo team ufficiale pur mantenendo nel nome, BMW Sauber, un riferimento alla squadra originale.
Il 27 novembre 2009 la scuderia fu ceduta nuovamente al vecchio proprietario e fondatore Peter Sauber, riprendendo il nome di Sauber. Il 20 luglio 2016 Peter Sauber vendette la squadra alla società di investimenti svizzera Longbow Finance SA, che nonostante la nuova proprietà ne mantenne la storica denominazione.

## Storia
Dopo gli studi professionali come elettricista, Peter Sauber iniziò l'attività di venditore di auto a Hinwil, attività che lo portò ad un coinvolgimento nel mondo delle corse. Coinvolgimento insolito per uno svizzero, residente in un paese che aveva quasi completamente vietato le corse automobilistiche dopo la gravissima tragedia del 1955 nella 24 Ore di Le Mans. Unica eccezione tollerata erano alcune cronoscalate cui partecipò con il suo Volkswagen Maggiolino.

### Sport Prototipi
Dopo aver deciso di non proseguire con il business familiare (commercio di illuminazione e semafori per uso stradale), Peter costruì la sua prima vettura, la Sauber C1 (la "C" sta da allora per Christiane, il nome della moglie), in un magazzino dei suoi genitori. La vettura, basata su un telaio tubolare con un motore Ford-Cosworth da un litro, iniziò a gareggiare nelle cronoscalate del campionato svizzero del 1970 ed ebbe una lunga vita agonistica correndo per tutti gli anni 1970 nelle mani di vari piloti, tra cui Friedrich Hürzeler, che si aggiudicò il titolo nel 1974.
Nel 1971, la nuova Sauber C2 fu affidata a Hans Kunis.
Nel 1973 iniziò la vera attività di vendita di vetture su commissione, quando costruì tre nuove Sauber C3 per vari clienti. La vettura era progettata da Guy Boisson, e venne usata principalmente nel campionato svizzero sport prototipi che oltre alle cronoscalate in terra elvetica, prevedeva alcune gare all'estero (specialmente nei circuiti tedeschi, francesi e a Monza).
La Sauber C4 fu la prima vettura con chassis in alluminio sviluppata dal team e fu seguita dalla prima vettura di grande successo, la Sauber C5 usata in vari campionati riservati alle vetture sport due litri con il suo motore BMW quattro cilindri (molto diffuso in Formula 2 e gare sport), in particolare con la vittoria nel campionato Interserie del 1976 nelle mani di Herbert Müller.
Progettata secondo le regole del Gruppo 6, la vettura fu ammessa a partecipare alla 24 Ore di Le Mans 1977 e 1978. In entrambe le annate la vettura fu anche in testa alla propria categoria prima di ritirarsi.

#### Le Gruppo C

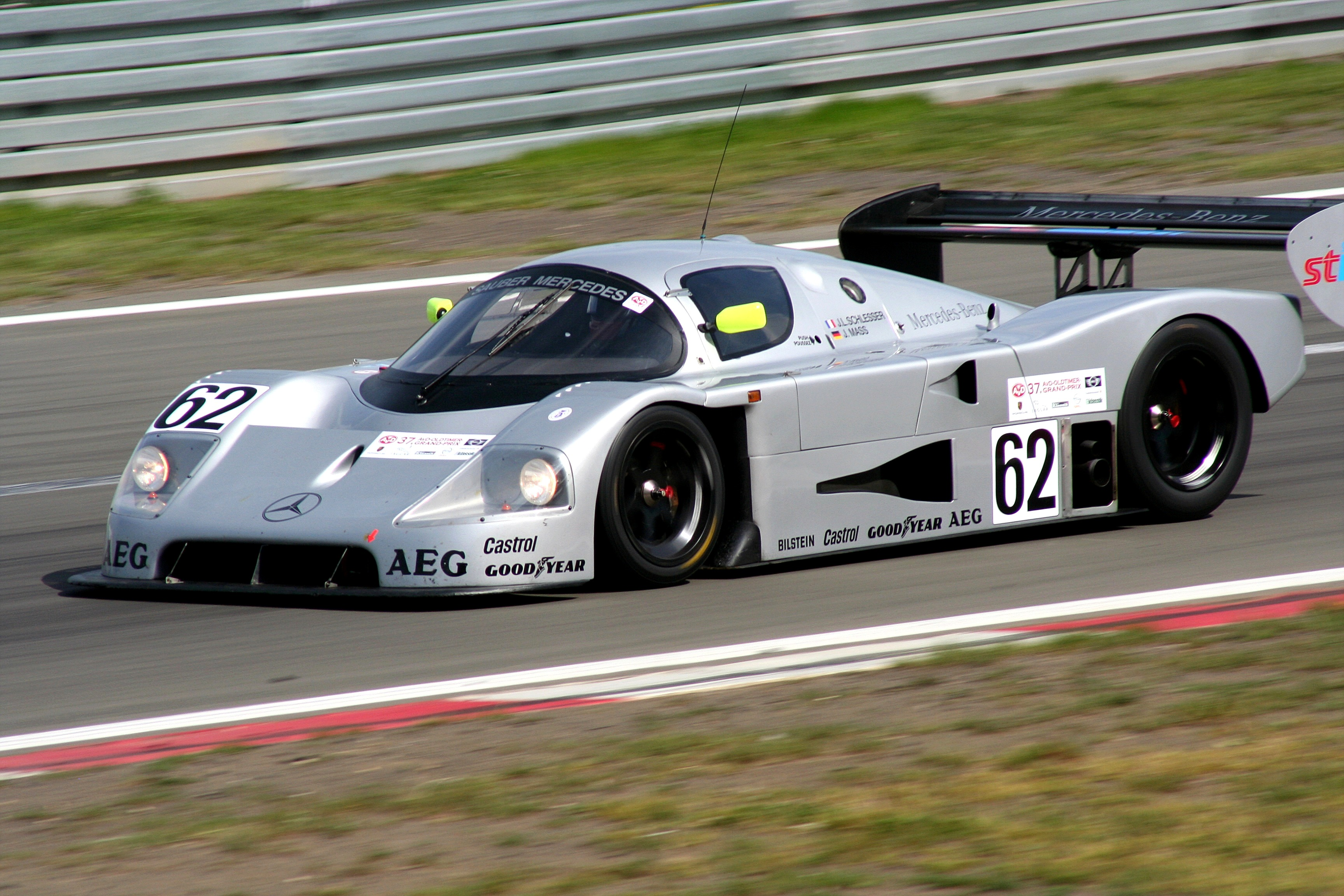
La Sauber-Mercedes C9 del 1988

Nel 1982 il mondiale marche vide nascere la nuova regolamentazione del Gruppo C. Con la sponsorizzazione della BASF venne realizzata la Sauber SHS C6 in collaborazione com lo studio di progettazione Seger & Hoffman. Essa fu la prima vettura Sauber ad essere testata nella galleria del vento.
Fu durante questi test che Sauber conobbe Leo Ress, tecnico che diventerà fondamentale per il team. La vettura fu però un fiasco a causa del motore Ford Cosworth DFL, potenziato soprattutto nella versione da 3,3 litri e soggetto a vibrazioni terribili nella versione 3.9 litri. Il sodalizio si ruppe e la vettura venne venduta a Walter Brun.
Sauber dovette ricominciare da capo, con pochi mezzi venne progettata la Sauber C7, dotata di motore BMW turbocompresso (praticamente il motore della BMW M1 Gruppo 5). Malgrado pochi test e tre piloti non professionisti che salirono direttamente in vettura durante le prove la macchina terminò la 24 Ore di Le Mans 1983 al nono posto, con una affidabilità sorprendente e risultando l'unica non Porsche 956 tra le prime 10.
Due anni dopo, alla 24 Ore di Le Mans 1985, debuttò la Sauber C8, la prima vettura nata dalla collaborazione tra la Sauber e la Mercedes-Benz. Questo fortunato connubio porterà al successo alla 24 Ore di Le Mans 1989 grazie alla Sauber C9, e a due titoli mondiali sportprototipi nel 1989 e 1990 grazie alla stessa C9 e alla Mercedes-Benz C11. Nelle due edizioni successive quest'ultima verrà rimpiazzata dalla Mercedes-Benz C291 e dalla Mercedes-Benz C292.

### Altre categorie
Nel 1979 la Sauber si dedicò alla preparazione degli chassis Lola per la Formula 2, dominando il campionato svizzero. Tra i piloti vi era Max Welti, che diventerà socio e team manager.
Nel 1980 e 1981 Sauber e Welti si dedicarono alla preparazione delle BMW M1 impegnate come Gruppo 5 nel campionato mondiale marche e vincendo anche la 1000 km del Nürburgring del 1981 con piloti Hans-Joachim Stuck e Nelson Piquet.

### Formula 1

#### Gli esordi (1993-1996)

##### 1993
Dopo una lunghissima militanza nel campionato del mondo sportprototipi, dove aveva mietuto molti successi durante l'affiliazione alla Mercedes, la Sauber debuttò in Formula 1 nel 1993 nel Gran Premio del Sudafrica, sempre sotto l'egida della Mercedes (la cui stella a tre punte compariva sulle fiancate), col motore costruito dalla Ilmor Engineering (ma denominato "Sauber") e con i piloti Karl Wendlinger e JJ Lehto. Proprio nel primo Gran Premio Lehto colse un ottimo 5º posto finale. Alla fine di quel primo anno la Sauber si piazzò al 7º posto nel campionato con 12 punti.

##### 1994
Nel 1994, pur spinto dal nuovo motore Mercedes (in realtà evoluzione dell'Ilmor), il team svizzero non migliorò le proprie prestazioni, fermandosi ancora a 12 punti con un modesto 8º posto finale. I piloti erano il confermato Wendlinger (che ebbe un tremendo incidente nelle prove libere del Gran Premio di Monaco, rimase a lungo in coma e venne sostituito nelle restanti gare di campionato prima da Andrea De Cesaris e successivamente da Lehto) e il debuttante Heinz-Harald Frentzen. Vi furono anche problemi con gli sponsor, che costrinsero la Mercedes a ripianare portando alla squadra alcuni sponsor propri.

##### 1995

Frentzen (al centro) ottiene il primo podio in Formula 1 per la Sauber con il terzo posto nel Gran Premio d'Italia 1995.

Nel frattempo la casa tedesca abbandonava il costruttore svizzero per la McLaren, cosicché Sauber dovette ripiegare sui motori Ford per il 1995. Inizialmente la coppia di piloti era quella dell'anno precedente, Frentzen-Wendlinger, ma quest'ultimo, mai pienamente ripresosi dall'incidente di Monaco, dimostrò di non poter più avere le prestazioni del passato e venne sostituito a partire proprio dal Gran Premio di Monaco da Jean-Christophe Boullion, salvo riprendere il volante nelle ultime due gare ma con risultati ancora modesti. La Sauber comunque, grazie soprattutto ai risultati di Frentzen (che ottenne anche il primo podio della scuderia a Monza, giungendo terzo), migliorò in classifica, chiudendo al 7º posto con 18 punti.

##### 1996
Nel 1996, nuovamente con motori Ford, le prestazioni furono ancora in ribasso visto che Frentzen e il nuovo pilota Johnny Herbert non andarono al di là di 11 punti complessivi che fruttarono il 7º posto finale, e l'annata fu nobilitata solamente dal 3º e 4º posto ottenuto da Herbert e Frentzen nel rocambolesco Gran Premio di Monaco.

#### Gli accordi con Ferrari e Petronas (1997-2005)

##### 1997
Il 1997 fu il primo anno dell'accordo con la Ferrari e con la Petronas, l'azienda di stato petrolifera della Malaysia: l'accordo prevedeva che la scuderia di Maranello fornisse i motori (dell'anno precedente), e che questi venissero ribattezzati dallo sponsor. La Sauber-Petronas confermò Herbert e ingaggiò come seconda guida l'italiano Nicola Larini, sostituito però dopo sole 5 gare dall'altro italiano Gianni Morbidelli, a sua volta sostituito in 4 gare dall'argentino Norberto Fontana. Il risultato finale fu un 7º posto e 16 punti totali all'attivo.

##### 1998
Nel 1998 Peter Sauber si affidò all'esperto Jean Alesi per cercare di fare il salto di qualità, ma il pilota francese e il riconfermato Herbert non andarono al di là di 10 punti totali che posizionarono la scuderia al 6º posto, nonostante il podio (3º posto, dietro Damon Hill e Ralf Schumacher su Jordan) conquistato da Alesi al Gran Premio del Belgio, e la prima fila colta dallo stesso francese nel Gran Premio d'Austria.

##### 1999

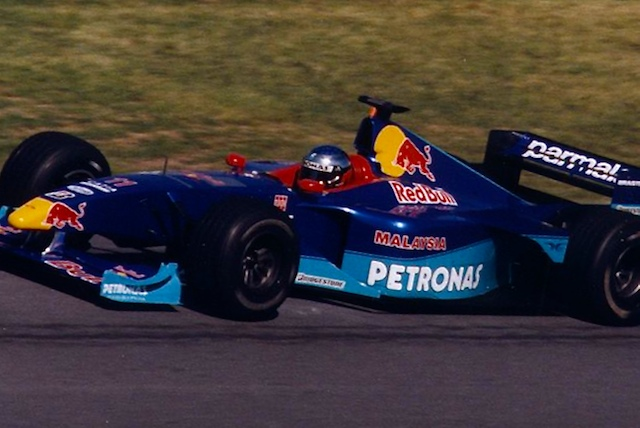
Alesi al Gran Premio del Canada 1999.

Nel 1999 l'annata fu ancor più deludente: Alesi venne affiancato dal brasiliano Pedro Paulo Diniz, ma i due colsero solo 5 sesti posti per un magro 8º posto in classifica generale.

##### 2000
Di poco migliore la stagione 2000: con Mika Salo al posto di Alesi arrivarono solo 6 punti e la conferma dell'8º posto dell'anno prima.

##### 2001
Dal 2001 il team svizzero iniziò finalmente a sentire i benefici delle motorizzazioni Ferrari, e la coppia di giovani rampanti Nick Heidfeld e Kimi Räikkönen poté dimostrare il proprio valore portando la Sauber al 4º posto finale in classifica con 21 punti, il miglior risultato nella storia della scuderia.

##### 2002
Nell'anno 2002 arrivò una grossa iniezione di denaro grazie alla cessione del campioncino Räikkönen alla McLaren, ma i risultati furono in calo: il confermato Heidfeld e il nuovo Felipe Massa non andarono al di là di 11 punti per un 5º posto finale.

##### 2003
Nel 2003 le prestazioni si mantennero sulla falsariga dell'annata precedente: venne abbandonata la gioventù di Massa per l'esperienza del vecchio Frentzen, ma i risultati faticavano ad arrivare e alla fine i 19 punti totali (superiori all'anno precedente solo grazie al cambiamento di regolamento nel punteggio) installarono la scuderia in un tutto sommato modesto 6º posto su 10 team iscritti.

##### 2004

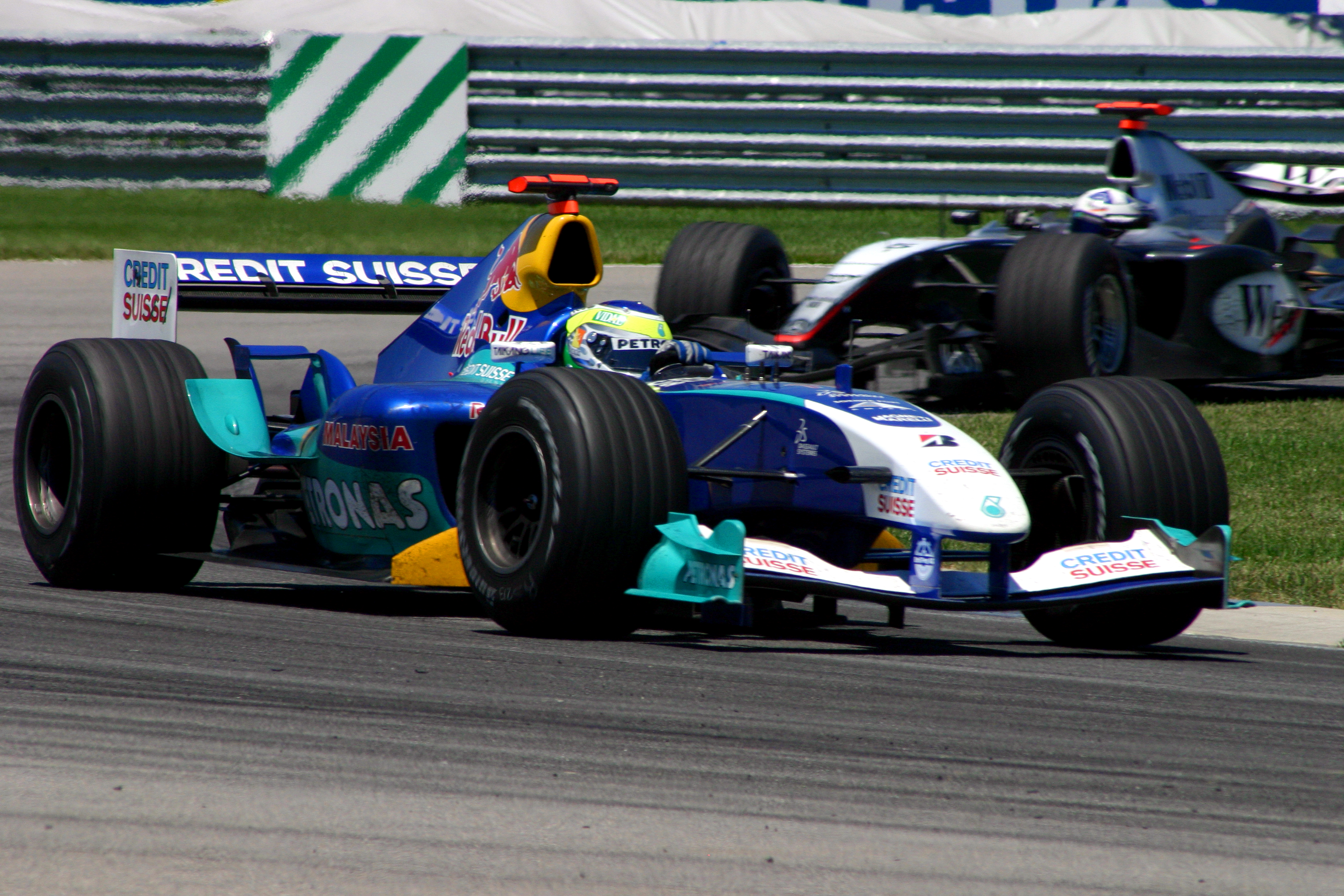
Fisichella al Gran Premio degli Stati Uniti 2004, che il pilota romano ha concluso in nona posizione.

Nell'annata 2004 Peter Sauber ha puntato su Giancarlo Fisichella e sul cavallo di ritorno Felipe Massa e in un certo modo i risultati si sono visti, con prestazioni tutto sommato migliori (frutto anche di una certa superiorità delle gomme Bridgestone rispetto alle Michelin montate da tutti i team diretti concorrenti in classifica). I numerosi arrivi in zona punti, soprattutto da parte di Fisichella, hanno portato la scuderia a confermare il 6º posto dell'anno precedente, ma con un bottino di punti ben superiore (34).

##### 2005
Nel 2005 invece la Sauber si è ugualmente fornita di pneumatici Michelin ma senza risultati significativi, con il ritorno a pieno regime in Formula 1 dell'ex-campione del mondo Jacques Villeneuve (insieme al confermato Massa) che però non ha inizialmente convinto per i risultati, tanto che dopo poche gare si rincorrevano le voci poi rientrate di un suo possibile licenziamento. Complessivamente, la squadra è arrivata all'8º posto nella classifica finale totalizzando 20 punti, con due quarti posti (uno per pilota) come migliori risultati in gara.

#### La cessione alla BMW (2006-2009)

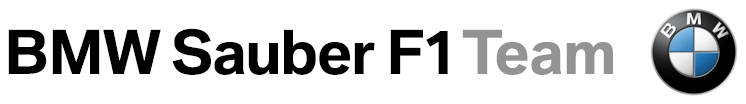
Logo della BMW Sauber.

I deludenti risultati delle ultime stagioni avevano contribuito ad accumulare un consistente passivo economico che, divenuto incolmabile, costrinse Peter Sauber a vendere lo storico team. Dopo molte speculazioni che il team fosse in vendita alla Volkswagen, il 22 giugno 2005 giunse la notizia ufficiale che la BMW, già presente da anni in F1 come motorista e azionista della Williams, aveva rilevato la squadra e dalla stagione 2006 avrebbe cominciato a gareggiare con i colori dell'azienda bavarese e il nome di BMW Sauber F1 Team, mantenendo quindi ancora il nome Sauber nel circus. Continuò ad operare in Svizzera e Peter Sauber mantenne un ruolo di consulente non operativo.
Nei 4 anni di attività della scuderia i piloti furono Jacques Villeneuve, ereditato dalla Sauber ma sostituito dopo solo 12 Gran Premi da Robert Kubica, Nick Heidfeld e, per un solo Gran Premio, Sebastian Vettel, al suo esordio in Formula 1. Il risultato migliore ottenuto fu il secondo posto in classifica costruttori nel 2007 (complice la squalifica della McLaren per la nota vicenda della spy-story), mentre la migliore conclusione in gara fu la doppietta al Gran Premio del Canada 2008 di Kubica e Heidfeld, con Kubica sul gradino più alto del podio. Durante la sua ultima stagione, la BMW Sauber si rivelò meno competitiva rispetto al recente passato e ottenne solo due secondi posti e pochi piazzamenti a punti, che la faranno finire in sesta posizione nel mondiale costruttori con 36 punti. I risultati inferiori alle aspettative portarono la casa madre a decidere la sospensione delle attività sportive in Formula 1 alla fine della stagione 2009, con un comunicato diffuso il 29 luglio 2009.

#### Il ritorno di Peter Sauber e dei motori Ferrari (2010-2016)
Il 15 settembre 2009 venne annunciata la cessione della BMW Sauber ad un fondo d'investimento svizzero, il Qadbak Investments Ltd. La FIA iscrisse la BMW Sauber quale team di riserva per il 2010, e indicò la possibilità che le scuderie ammesse nel campionato successivo fossero 14. A causa delle difficoltà sorte nel concludere la trattativa col fondo Qadbak, la BMW comunicò il 27 novembre 2009 di aver ceduto la scuderia all'ex proprietario Peter Sauber, accordo però vincolato all'ammissione della scuderia al mondiale 2010. Il 3 dicembre 2009 la FIA accettò l'iscrizione della Sauber come tredicesima scuderia nel mondiale.

##### 2010

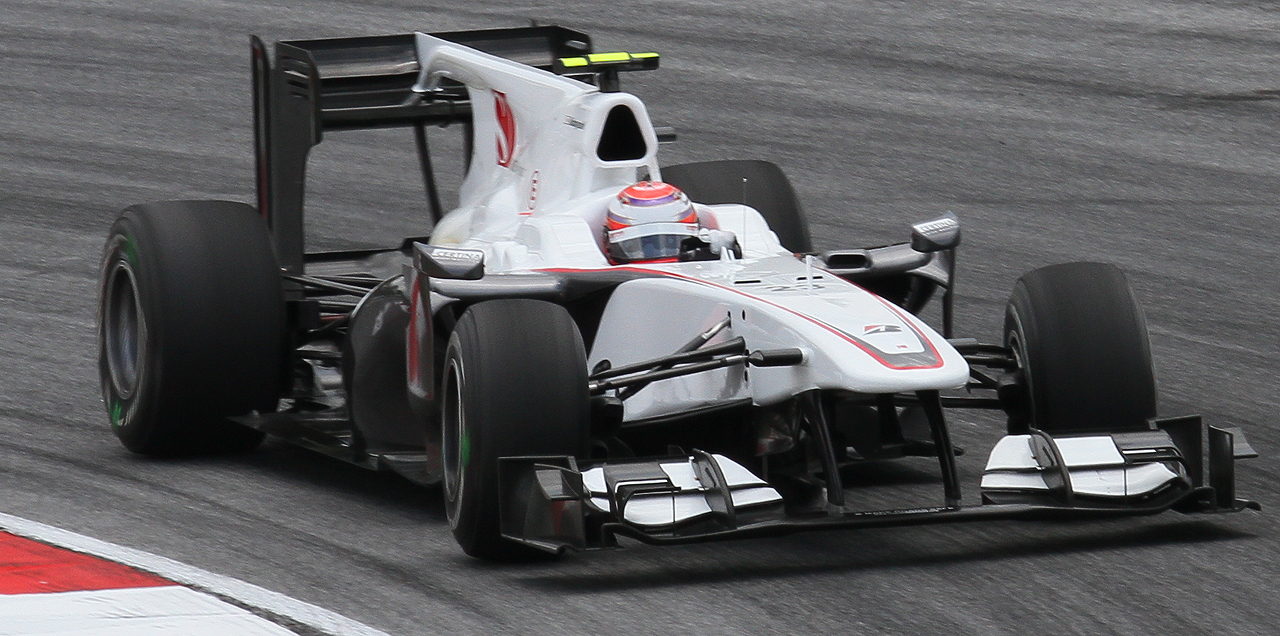
Kobayashi impegnato nelle prove libere del Gran Premio della Malesia 2010.

Nel 2010 la nuova vettura, costruita con i progetti già preparati dalla BMW, fu motorizzata dalla Ferrari, e il primo pilota ingaggiato fu il giovane giapponese Kamui Kobayashi. Per il secondo posto la casa svizzera trattò con Nick Heidfeld e Giancarlo Fisichella, già terzo pilota Ferrari, ma alla fine la scelta cadde sul veterano Pedro de la Rosa, ex terzo pilota McLaren.. Come terzo pilota fu ingaggiato il messicano Esteban Gutiérrez. Per ragioni legali, in quella stagione il nome della scuderia fu, almeno ufficialmente, BMW Sauber Ferrari. Al suo fianco, Peter Sauber chiamò Monisha Kaltenborn, nominandola CEO della squadra (prima donna a svolgere tali mansioni in una scuderia di Formula 1).
La stagione comunque iniziò male per il team, che riuscì a raccogliere punti per la prima volta in stagione solo in Turchia, settima gara stagionale, con Kobayashi che arrivò decimo al traguardo e De La Rosa che concluse subito dietro di lui. Da lì la Sauber fu più costante nel conquistare punti e complessivamente l'anno non fu neanche troppo negativo, con 44 punti totali e l'ottavo posto tra i costruttori. Il miglior risultato stagionale fu conquistato da Kobayashi, che arrivò sesto in Gran Bretagna. De La Rosa invece conquistò solo un settimo posto in Ungheria e per questo fu licenziato dal team prima del Gran Premio di Singapore. Al suo posto Heidfeld corse le ultime 5 gare stagionali, conquistando un ottavo e nono posto rispettivamente in Giappone e Corea.

##### 2011
Nel 2011, la Sauber (riappropriatasi definitivamente della sua vecchia denominazione) affidò la sua nuova vettura, la C30, a Kamui Kobayashi e Sergio Pérez (il cui arrivo fu appoggiato dal miliardario Carlos Slim Helú, che concesse munifiche sponsorizzazioni alla squadra svizzera). Al primo Gran Premio stagionale in Australia sia Pérez che Kobayashi finirono in zona punti (rispettivamente settimo e ottavo), ma furono poi entrambi squalificati a causa di un'irregolarità all'alettone posteriore. Il team si rifece già nella gara successiva, che Kobayashi concluse settimo. Durante le prove della gara di Montecarlo, Pérez fu autore di un incidente. Sebbene non avesse riportato gravi conseguenze, i medici gli impedirono di correre la gara successiva, il Gran Premio del Canada, ove fu quindi sostituito da Pedro de la Rosa. La Sauber terminò questa stagione al 7º posto con 44 punti, ottenendo come miglior risultato un 5º posto conquistato da Kobayashi a Montecarlo.

##### 2012

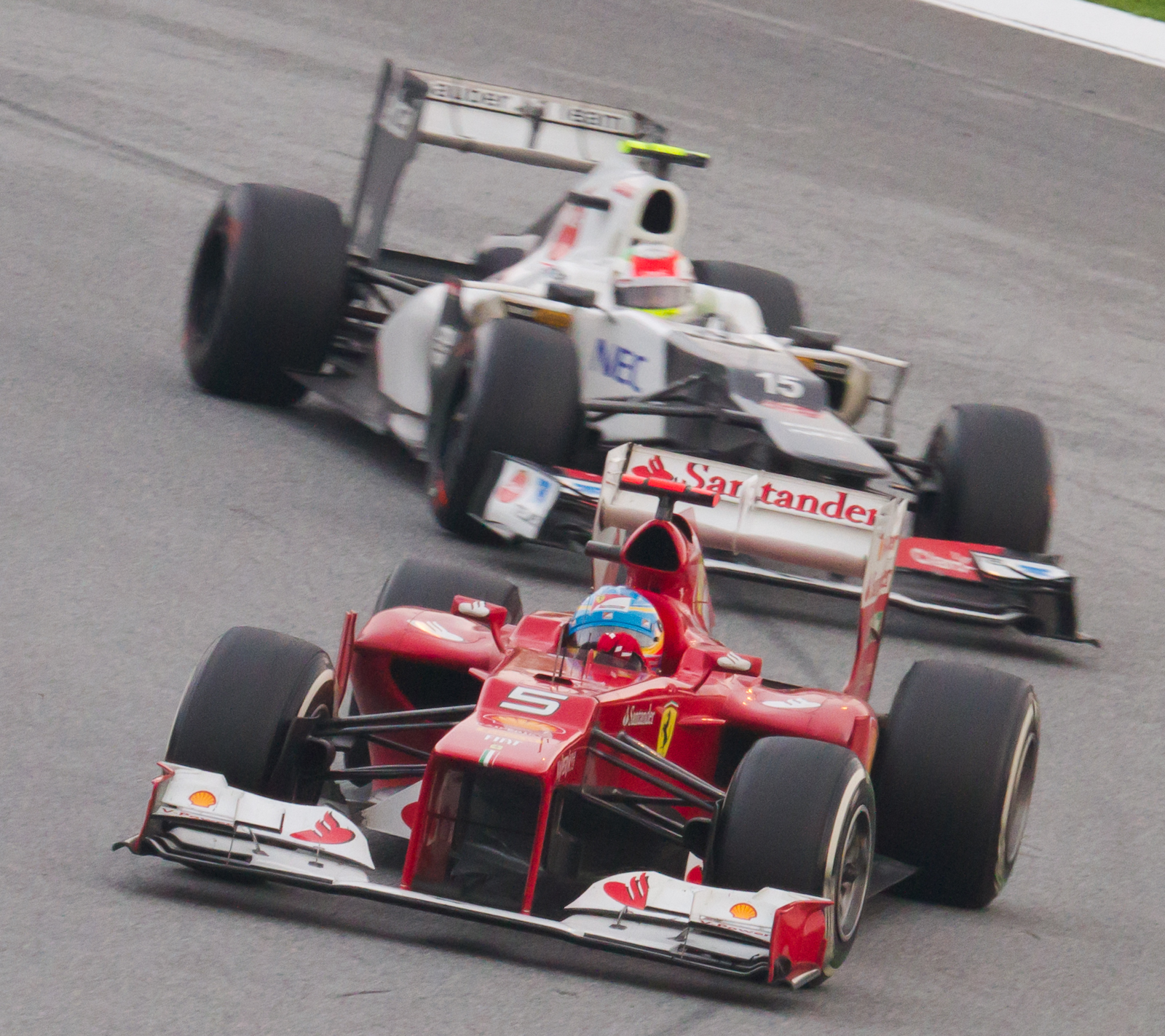
Sergio Pérez insegue la Ferrari di Fernando Alonso in Malesia dove giungerà secondo nel 2012.

Nel 2012 il team si presentò al via con la C31, sempre motorizzata Ferrari, guidata anche quest'anno da Kamui Kobayashi e Sergio Pérez.
Nel Gran Premio della Malesia si registrò il miglior piazzamento della storia del team: Pérez, dopo essere stato anche in testa alla gara, ottenne il secondo posto, dietro la Ferrari di Fernando Alonso. La squadra ottenne altri ottimi risultati anche nei gran premi successivi: in Canada Pérez ottenne il secondo podio stagionale, cui se ne aggiunse un terzo in Italia, dove il pilota messicano, grazie anche ad una buona tattica di gara, chiuse in seconda posizione dopo essere scattato dal tredicesimo posto. Infine, nel Gran Premio del Giappone, la scuderia svizzera ottenne il quarto podio stagionale, stavolta con Kamui Kobayashi.
Alla vigilia del Gran Premio del Brasile la Sauber ufficializzò l'ingaggio per la stagione seguente del messicano Esteban Gutiérrez al posto di Kamui Kobayashi; ad affiancarlo fu chiamato Nico Hülkenberg, in sostituzione di Sergio Pérez, passato alla McLaren. La Sauber terminò la stagione al sesto posto nella classifica costruttori con 126 punti. Oltre ai quattro podi Kobayashi e Pérez misero a segno un giro veloce a testa, rispettivamente in Cina e a Monaco.
La stagione registrò avvenimenti degni di nota anche fuori dai tracciati. Durante il mese di aprile, infatti, la Sauber avviò una partnership con la squadra di calcio britannica del Chelsea. Questo accordo, che prevedeva la reciproca sponsorizzazione dei due team sportivi, costituiva una novità assoluta per la Formula 1: mai prima di quel momento era avvenuta la cooperazione tra un club calcistico e un team automobilistico. Frattanto Peter Sauber, dopo aver ceduto a Monisha Kaltenborn un terzo del pacchetto azionario della scuderia, si era ritirato da ogni ruolo attivo, nominando la stessa Kaltenborn team principal e tenendo per sé solo la carica di presidente del consiglio direttivo.

##### 2013
Nonostante la nuova C32 presentasse delle soluzioni tecniche interessanti, in particolare delle fiancate con una sezione molto stretta, la vettura si rivelò poco competitiva nella prima parte della stagione 2013, tanto che nelle prime dieci gare la scuderia svizzera raccolse appena sette punti, con un ottavo posto ottenuto da Hülkenberg nel Gran Premio della Malesia come miglior risultato.
A partire dal Gran Premio d'Italia, però, la situazione migliorò notevolmente. All'Autodromo di Monza Hülkenberg si qualificò a sorpresa in terza posizione, giungendo poi quinto al traguardo. Nelle restanti sette gare il pilota tedesco colse altri cinque piazzamenti a punti, con un quarto posto nel Gran Premio di Corea come miglior risultato, mentre il suo compagno di squadra Gutiérrez marcò punti solamente nel Gran Premio del Giappone, chiuso in settima posizione. La ripresa nell'ultimo terzo di campionato consentì alla scuderia elvetica di limitare i danni, chiudendo il campionato al settimo posto, con 57 punti.
Durante l'anno, però, emersero diverse difficoltà finanziarie, che portarono a ritardi nel pagamento di diversi fornitori. La situazione fu temporaneamente risolta grazie all'entrata in scena di alcuni fondi di investimento russi, che portò anche all'ingaggio del giovane pilota russo Sergej Sirotkin come collaudatore per il 2014.

##### 2014

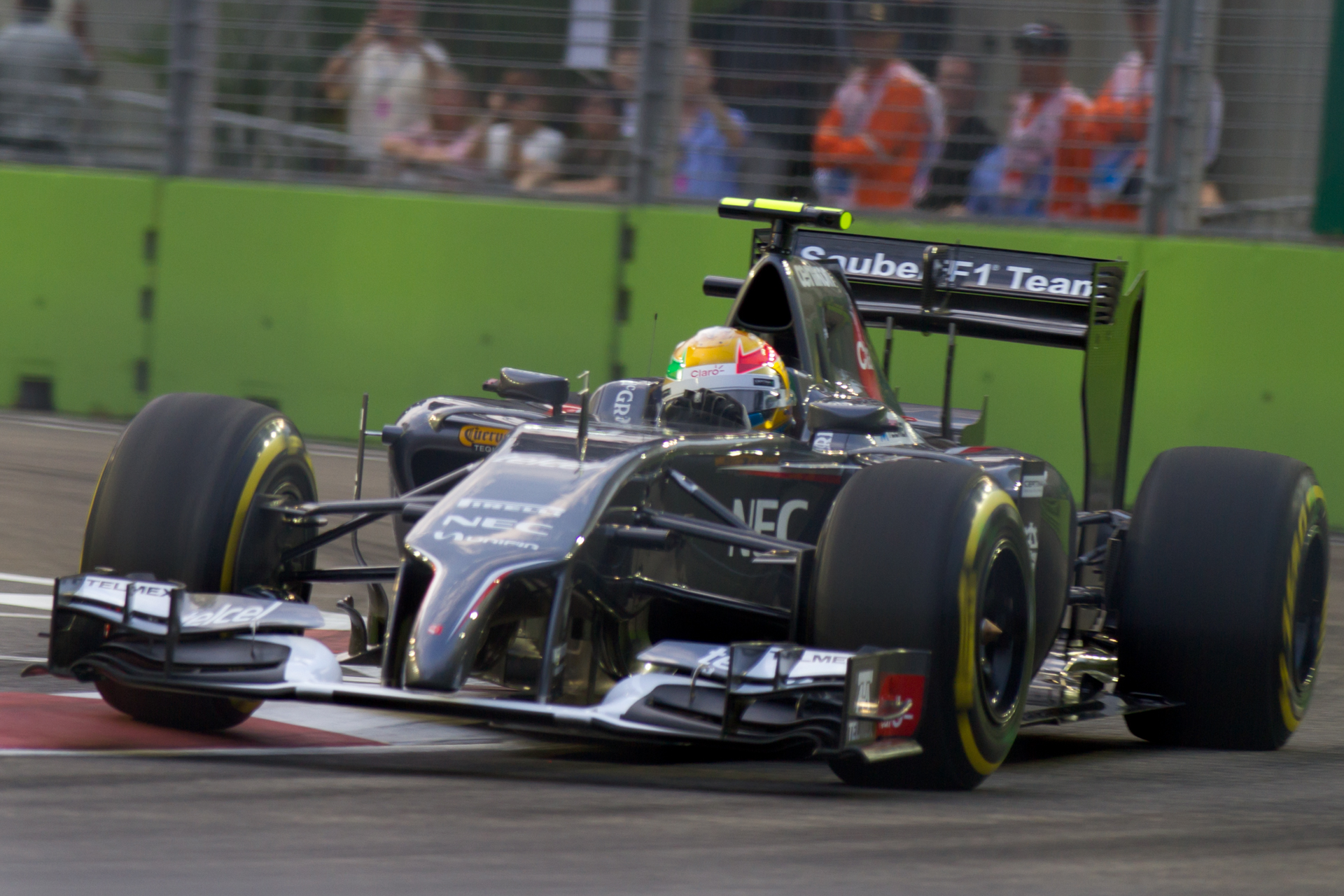
Gutiérrez a Singapore nel 2014

Nonostante Sirotkin fosse stato inizialmente indicato come pilota titolare per il 2014, la scuderia elvetica affiancò al riconfermato Gutiérrez il tedesco Adrian Sutil, in sostituzione del partente Hülkenberg.
L'inizio di stagione fu ancora peggiore del precedente. La nuova C33 si dimostrò poco competitiva e inaffidabile, tanto che, dopo aver concluso l'inaugurale Gran Premio d'Australia appena fuori dalla zona punti, Sutil e Gutiérrez furono entrambi costretti al ritiro sia in Malesia che in Cina.
La situazione non migliorò nel resto della stagione, che risultò la peggiore nella ventennale storia della scuderia. Né Gutiérrez né Sutil riuscirono a segnare punti: il pilota tedesco riuscì a qualificarsi nel gruppo dei primi dieci nel Gran Premio degli Stati Uniti, ma in gara fu costretto al ritiro dopo poche curve per un contatto.
La Sauber chiuse quindi la stagione senza punti per la prima volta nella sua storia, precedendo solo la Caterham nella classifica costruttori.

##### 2015
Dopo la disastrosa stagione 2014, per il 2015 la Sauber cambiò entrambi i piloti, ingaggiando Marcus Ericsson (proveniente dalla Caterham) e Felipe Nasr (già terzo pilota Williams nel 2014). Tuttavia, ciò creò un dissidio con il terzo pilota Giedo van der Garde, il quale aveva già un contratto come pilota titolare per la stagione. van der Garde portò in tribunale la scuderia elvetica, vincendo la causa: la Sauber dovette quindi pagare un forte indennizzo al pilota olandese.
Nonostante queste ulteriori complicazioni l'inizio del campionato fu positivo per la scuderia elvetica. All'esordio stagionale nel Gran Premio d'Australia sia Nasr che Ericsson andarono a punti, ripetendosi poi nel Gran Premio di Cina. In seguito gli arrivi a punti si fecero più radi e il miglior risultato stagionale rimase il quinto posto di Nasr nella gara di apertura. La Sauber avanzò di due posizioni nella classifica costruttori, chiudendo il campionato in ottava posizione, con 36 punti.

#### Nuove difficoltà economiche (2016-2017)

##### 2016

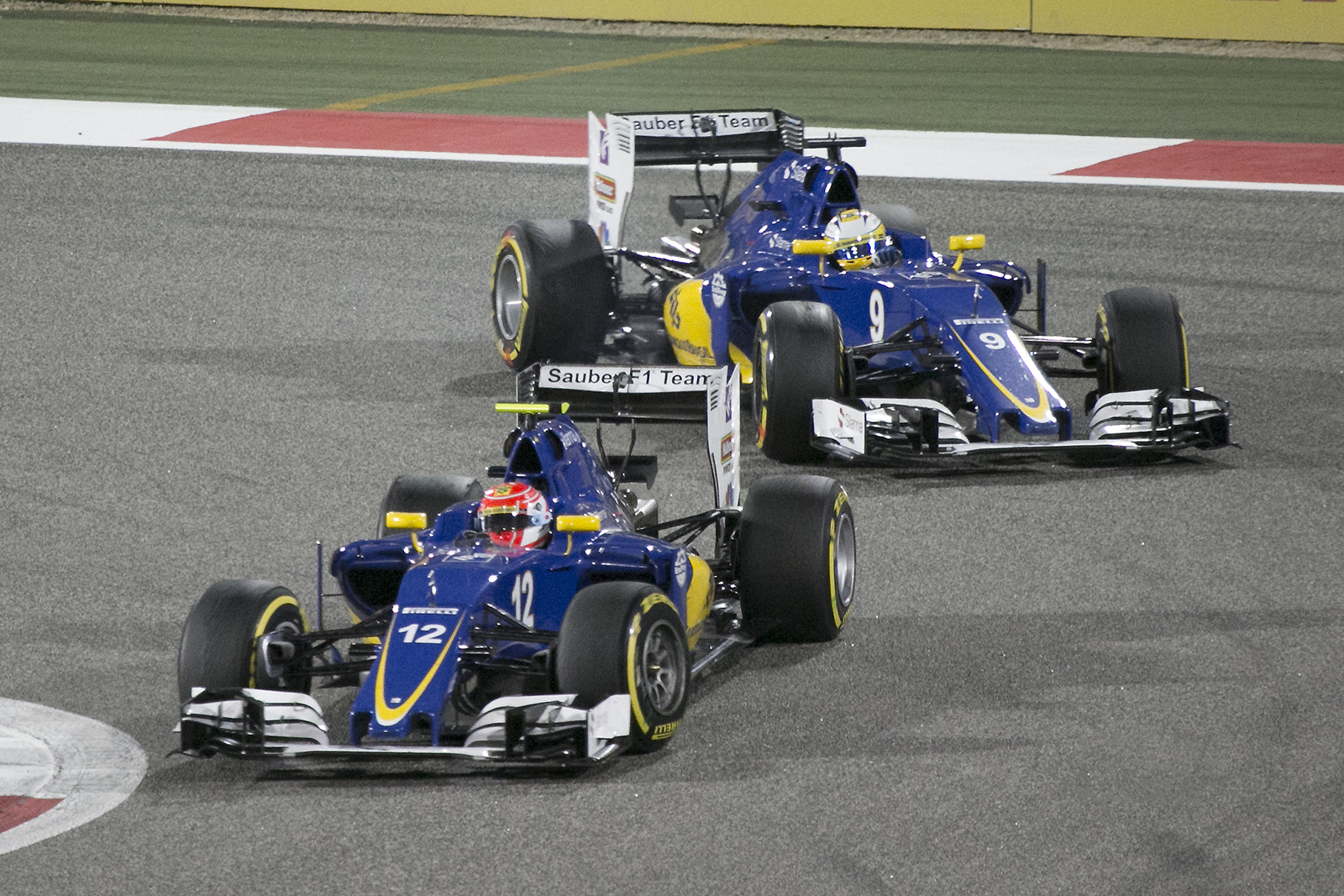
Le due Sauber di Nasr ed Ericsson in Bahrein nel 2016

Nel 2016 la Sauber confermò entrambi i piloti. Fin dal Gran Premio d'Australia la situazione economica fu molto complicata, e nella prima parte di stagione né Nasr né Ericsson riuscirono a far segnare punti.
Il 20 luglio la scuderia annunciò di essere stata rilevata dalla società svizzera di investimenti Longbow Finance SA, con sede a Lutry, che acquistò il team svizzero, da tempo in difficoltà finanziarie. Monisha Kaltenborn rimase a capo della gestione sportiva, mentre lo storico proprietario Peter Sauber abbandonò il circus della F1 dopo 24 anni. Il team, comunque, mantenne tutto il suo organigramma, fatta eccezione per il presidente, che diventò Pascal Picci, già presidente della Longbow Finance.
Con il Gran Premio d'Ungheria, la Sauber diventò il costruttore col maggior numero di gare disputate senza mai ottenere alcuna vittoria (341), battendo così il precedente record appartenente alla Minardi (340). Dopo diciannove gare (di cui nove, a partire dal Gran Premio d'Ungheria, disputate sotto la nuova gestione), nel Gran Premio del Brasile, penultimo appuntamento stagionale, accadde l'impensabile: Nasr (partito penultimo) colse i primi 2 punti per sé e per la scuderia, con il nono posto finale, cancellando così uno scomodo "0" in classifica e permettendo alla squadra di superare la Manor per l'importante decimo posto nei costruttori.
Al termine del Gran Premio del Giappone, disputato sul circuito di Suzuka, la Sauber annunciò che anche nella stagione 2017 avrebbe utilizzato le power unit Ferrari per le proprie monoposto.

##### 2017
La stagione 2017 si aprì con una monoposto nuova, la C36, ancora una volta mossa da motore Ferrari (nello specifico, il Tipo 062 usato dalle Rosse nell'annata precedente) e con il debutto in Formula 1 del giovane italiano Antonio Giovinazzi, che sostituì nelle prime due gare il tedesco Pascal Wehrlein, infortunato, scelto per prendere il posto del brasiliano Nasr. La nuova monoposto, però, si dimostrò ancora una volta poco competitiva, al punto da riuscire solo in poche occasioni a raggiungere la Q2 in qualifica e arrivando a punti solo al quinto appuntamento stagionale, con un 8º posto di Wehrlein che portò i primi 4 punti per il team. Nel Gran Premio d'Azerbaigian Wehrlein regalò un altro punto agli elvetici.
All'indomani del Gran Premio di Gran Bretagna, Frédéric Vasseur diventò il nuovo team principal della scuderia, sostituendo Monisha Kaltenborn licenziata tre settimane prima. Allo stesso tempo il team confermò l'arrivo di Luca Furbatto come capo progettista e di Ian Wright come capo della dinamica del veicolo.
Nel resto della stagione la squadra non riuscì più ad ottenere punti. Nel frattempo la McLaren recuperò competitività e sopravanzò la Sauber, che venne così relegata all'ultimo posto nei costruttori con appena 5 punti.

#### Partnership con Alfa Romeo (2018-2023)
Il 29 novembre 2017 la Sauber ha annunciato una partnership commerciale e tecnica con lo storico marchio Alfa Romeo, nuovo title sponsor del team; ciò ha portato nel 2018 a un cambio del nome ufficiale del team svizzero, che viene rinominato Alfa Romeo Sauber F1 Team. La collaborazione è poi terminata alla fine della stagione 2023.

##### 2018

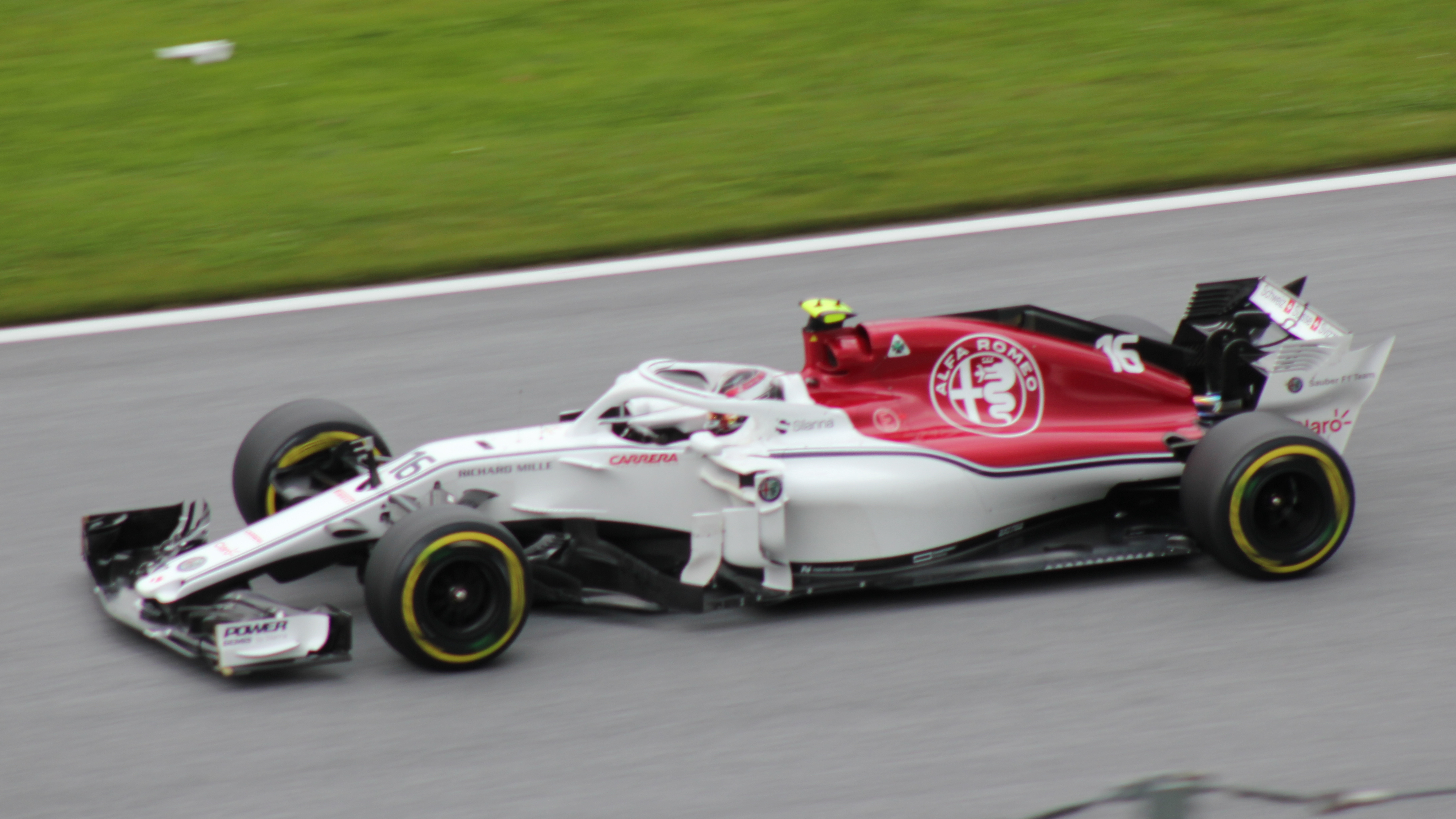
Leclerc nel corso del Gran Premio d'Austria 2018: la nuova livrea presenta i colori classici della scuderia Alfa Romeo storica, rosso scuro e bianco, e il logo Alfa ben visibile su fiancate, alettone e musetto.

La nuova monoposto per la stagione 2018, presentata il 20 febbraio, monta propulsori Ferrari di ultima generazione, che non saranno, a differenza di quanto annunciato in alcune indiscrezioni, marchiati da Alfa Romeo. Sul fronte piloti, come prima guida viene riconfermato Marcus Ericsson, mentre Pascal Wehrlein, non essendo in possesso di alcuno sponsor, viene sostituito dal debuttante Charles Leclerc. L'inizio di stagione vede una Sauber più competitiva rispetto alle stagioni precedenti. Infatti nel secondo Gran Premio stagionale, in Bahrein, Marcus Ericsson ottiene i primi due punti in campionato per sé e per la scuderia, mentre nel caotico Gran Premio d'Azerbaigian Leclerc conquista i suoi primi punti in Formula 1 grazie al 6º posto finale. Anche nelle gare successive la Sauber conferma i progressi della vettura rispetto alle stagioni precedenti, conquistando diversi piazzamenti a punti con Leclerc e, nel Gran Premio d'Austria, anche con Ericsson: si tratta della prima gara terminata con entrambi i piloti a punti dal Gran Premio di Cina 2015.
Jörg Zander lascia il ruolo di direttore tecnico a Simone Resta, proveniente dalla Ferrari, che si insedia a stagione praticamente finita.
Altri piazzamenti in zona punti arrivano nel Gran Premio di Germania, nel quale Ericsson taglia il
traguardo in nona posizione, e nel Gran Premio del Belgio, nel quale il pilota svedese chiude al decimo posto. Anche nel finale di stagione la scuderia elvetica continua a ottenere buoni risultati: infatti Leclerc ed Ericsson ottengono diversi piazzamenti nei primi dieci. In particolare il giovane pilota monegasco chiude per quattro volte al settimo posto nelle ultime sei gare. Grazie a questa serie di risultati positivi la Sauber riesce a conquistare l'ottavo posto nella classifica costruttori con un totale di 48 punti, in netto miglioramento rispetto alle ultime due stagioni.

##### 2019

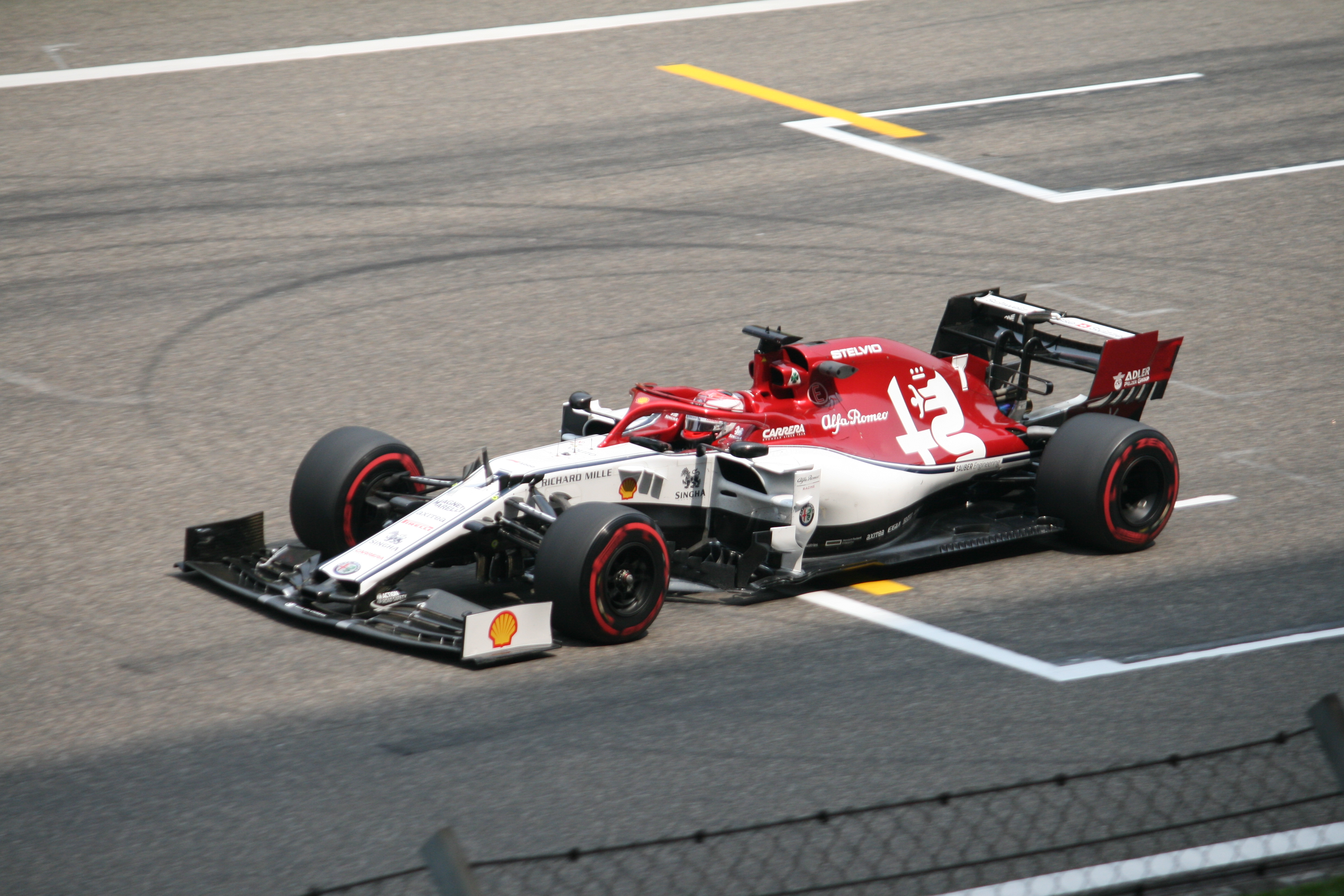
Räikkönen, al ritorno nella scuderia dopo diciotto anni, impegnato nel Gran Premio di Cina 2019.

Il 2019 vede un profondo rinnovamento tecnico della vettura, curata da Luca Furbatto sotto la supervisione di Simone Resta, anche per via del nuovo regolamento aerodinamico. Nuovo anche il parco piloti, con il ritorno di Kimi Räikkönen a Hinwil dopo ben 18 anni, sostituito in Ferrari da Charles Leclerc, e la promozione a pilota titolare di Antonio Giovinazzi, già protagonista con il team di due gare nel 2017, che prende il posto di Marcus Ericsson, retrocesso al ruolo di terzo pilota. Con la stagione 2019 si fa maggiore la presenza del marchio Alfa Romeo in seno alla Sauber: la casa italiana diventa a tutti gli effetti title name del team svizzero, che muta ufficialmente denominazione in Alfa Romeo Racing. Nonostante l'addio allo storico marchio Sauber dopo 26 stagioni nel circus, la proprietà mantiene la propria indipendenza e identità, mantenendo la nazionalità svizzera e non avendo alcun legame con Fiat Chrysler Automobiles. Nelle prime dodici gare della stagione la scuderia mantiene un buon rendimento, andando costantemente a punti, soprattutto con Räikkönen, mentre invece Giovinazzi fa più fatica e riesce nell'impresa soltanto in un'occasione, nel Gran Premio d'Austria. Entrambi i piloti tornano a punti in Germania, ma vengono penalizzati per irregolarità sulla vettura. Dopo la pausa estiva, la scuderia accusa un calo di prestazioni che relega i due piloti stabilmente nelle retrovie, centrando pochi piazzamenti tra i primi dieci, principalmente con Giovinazzi, mentre Räikkönen deve attendere il Gran Premio del Brasile per tornare in zona punti, con un quarto posto davanti al compagno di squadra. Il bilancio finale è di 57 punti, e vale per la seconda stagione consecutiva l'ottava posizione nel mondiale costruttori.

##### 2020

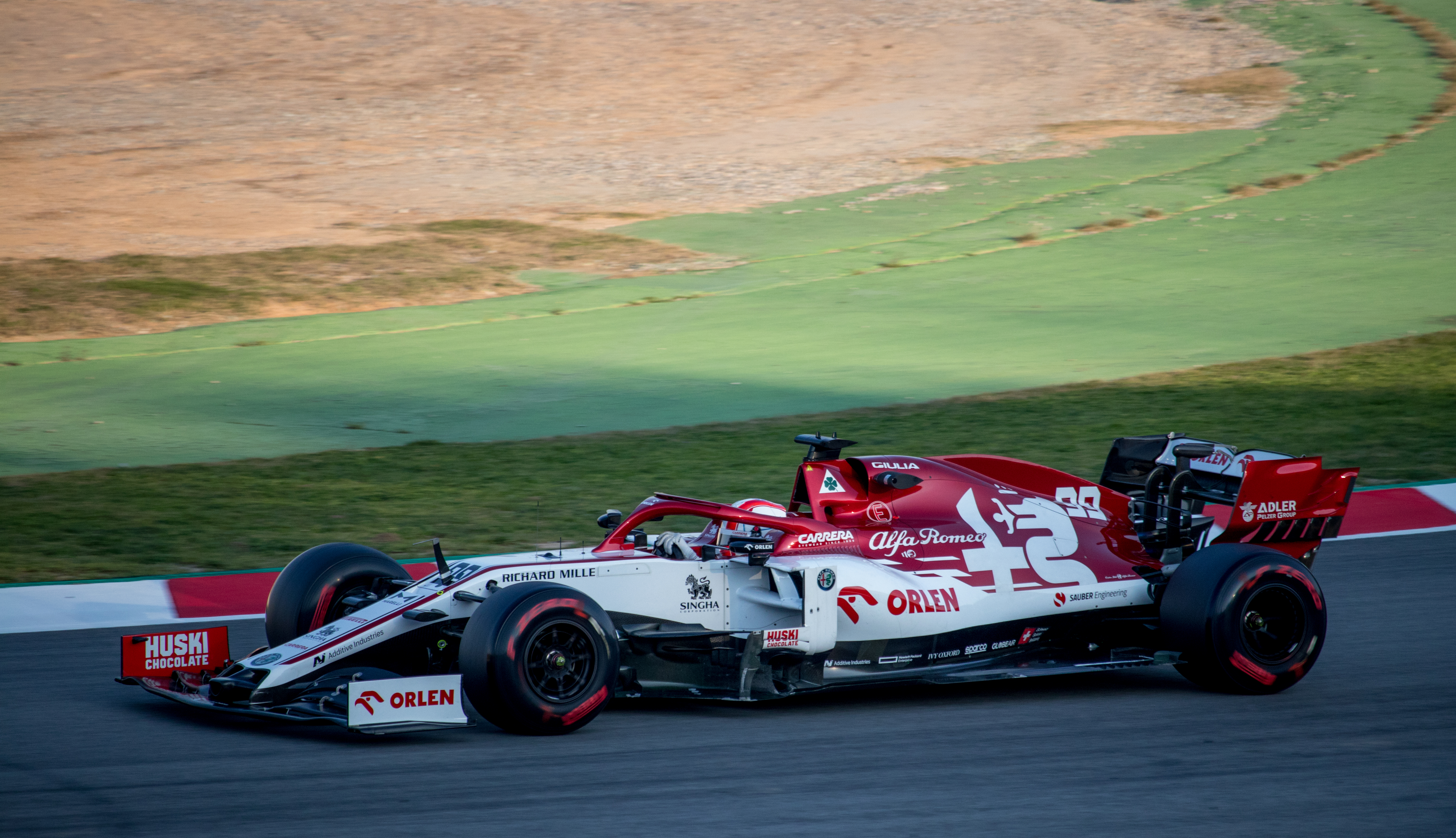
Giovinazzi ai test prestagionali del 2020.

Nel 2020 vengono confermati entrambi i piloti titolari; l'arrivo in seno alla scuderia di Robert Kubica nel ruolo di terzo pilota, reduce da una stagione da titolare alla Williams, porta con sé il marchio polacco PKN Orlen che diventa co-title sponsor del team, ufficialmente rinominato Alfa Romeo Racing ORLEN. L'avvio di stagione si rivela deludente; a parte i 2 punti ottenuti da Giovinazzi nel Gran Premio inaugurale, la scuderia è infatti lontana dalla zona punti per la prima parte della stagione. Räikkönen deve attendere fino al rocambolesco Gran Premio della Toscana per conquistare i suoi primi punti in campionato, chiudendo all'ottavo posto, diventato poi nono a causa di una penalità. Un altro piazzamento in zona punti arriva nel Gran Premio dell'Eifel, nel quale Giovinazzi taglia il traguardo in decima posizione. Nel Gran Premio dell'Emilia-Romagna entrambi i piloti ottengono, per la prima volta in stagione, un piazzamento tra i primi dieci, con Räikkönen nono e Giovinazzi decimo. Fino al termine del campionato non ci saranno altri piazzamenti in zona punti. Nonostante il bilancio finale di una stagione molto deludente sia di appena 8 punti, la scuderia conferma per il terzo anno consecutivo l'ottava posizione nel mondiale costruttori.

##### 2021
Per la stagione 2021 viene confermata per il terzo anno consecutivo la line-up dei piloti composta da Kimi Räikkönen e Antonio Giovinazzi. Il primo piazzamento in zona punti arriva nel Gran Premio di Monaco, nel quale il pilota italiano taglia il traguardo in decima posizione, piazzamento bissato nel successivo Gran Premio d'Azerbaigian dal pilota finlandese. Un nuovo piazzamento tra i primi dieci arriva nel Gran Premio d'Ungheria, nel quale Räikkönen, al termine di una gara rocambolesca, taglia il traguardo in undicesima posizione, ma per via della squalifica di Vettel giunto secondo, sale in decima posizione. Alla vigilia delle qualifiche del Gran Premio d'Olanda, Räikkönen risulta positivo al SARS-CoV-2, venendo sostituito sia in questa occasione che nel Gran Premio d'Italia della settimana successiva dal terzo pilota della scuderia Robert Kubica. Il finlandese, una volta guarito, rientra al Gran Premio di Russia e va subito a punti, cogliendo l'ottava posizione, piazzamento ripetuto nel Gran Premio di Città del Messico, mentre nel Gran Premio d'Arabia Saudita Giovinazzi taglia il traguardo in nona posizione. La stagione si conferma molto deludente come quella precedente, con un bottino totale di 13 punti, che fanno scivolare la scuderia al nono posto nel mondiale costruttori. Inoltre Räikkönen annuncia il suo ritiro dalla Formula 1 al termine del campionato.

##### 2022

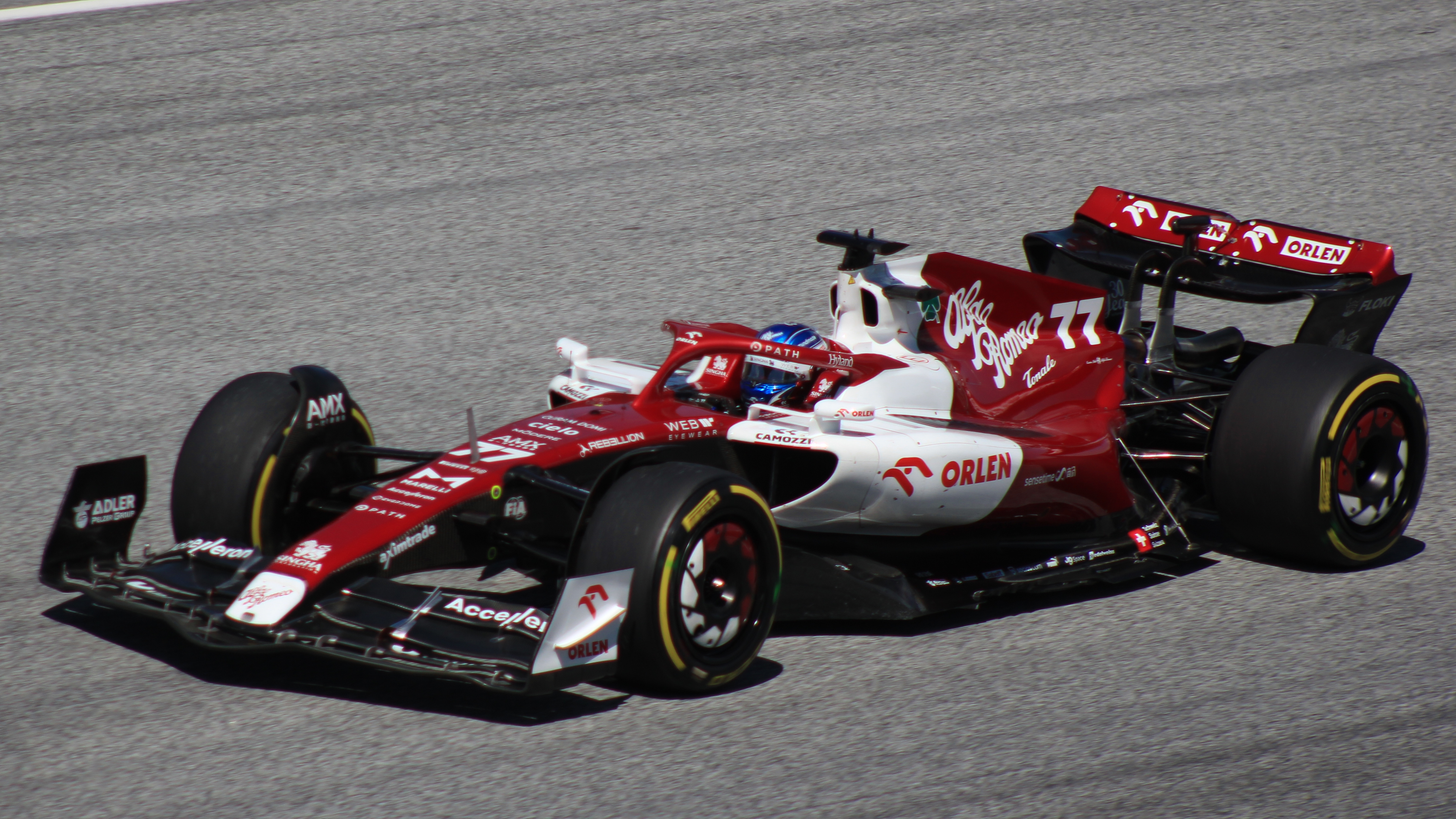
Bottas durante il Gran Premio d'Austria 2022.

Nella stagione 2022 il team rinnova completamente la line-up dei piloti: dopo gli addii di Kimi Räikkönen e Antonio Giovinazzi, i loro sostituti sono il finlandese Valtteri Bottas, proveniente dalla Mercedes, e il giovane pilota cinese Zhou Guanyu, al debutto da titolare in Formula 1. Inoltre cambia la denominazione della scuderia, che diventa ufficialmente Alfa Romeo F1 Team ORLEN.
Dopo le ultime due stagioni molto difficili, con pochi punti totalizzati, l'Alfa Romeo è autrice di un campionato positivo, soprattutto nella prima parte, dove Bottas ottiene ben 46 punti nelle prime 8 gare, tornando a casa a mani vuote in sole due occasioni. Meno positivo è invece il rendimento di Zhou, che conquista solo 5 punti, conquistando un 10º posto all'esordio in Bahrein e un 8º posto in Canada.
Dopo quest'ultima gara si assiste a un brusco calo di prestazioni per entrambi i piloti. L'Alfa Romeo non va a punti per 6 gare consecutive, fino al 10º posto di Zhou ottenuto in Italia. Bottas invece non ottiene alcun punto per ben 10 gare consecutive, per poi arrivare 10º e 9º rispettivamente a Città del Messico e a San Paolo.
Il bilancio finale è di 55 punti, che vedono il team svizzero salire al sesto posto nel mondiale costruttori, risultato che non otteneva da ben 10 anni. Da segnalare anche la buona prestazione di Zhou in Giappone in cui, pur concludendo la gara solo 16º, riesce a marcare il giro più veloce.
Durante la stagione, il 26 agosto, Alfa Romeo ha annunciato che la partnership con Sauber Motorsport terminerà entro la fine del 2023, mentre il 26 ottobre viene ufficializzato che il team diventerà la scuderia ufficiale di Audi dal 2026.

##### 2023
Nella stagione 2023 viene confermata la line-up dei piloti composta da Valtteri Bottas e Zhou Guanyu. Inoltre la scuderia svizzera abbraccia un nuovo co-title sponsor, l'azienda australiana Stake, venendo ufficialmente rinominata Alfa Romeo F1 Team Stake. Rispetto al 2022 la squadra elvetica nella prima metà del campionato è molto meno competitiva, con solo quattro arrivi tra i primi dieci, anche se Zhou all'esordio stagionale in Bahrein ottiene il giro più veloce, pur arrivando solo 16º al traguardo, esattamente come un anno prima in Giappone. Lo stesso pilota cinese insieme al suo compagno Bottas si rendono protagonisti di un "exploit" durante le qualifiche del Gran Premio d'Ungheria, concluse rispettivamente al quinto e al settimo posto, ma poi in gara finiscono fuori dalla zona punti. Dopo la pausa estiva, l'Alfa Romeo va a punti soltanto in due occasioni: un decimo posto di Bottas in Italia, e un ottavo posto del pilota finlandese e un nono posto di Zhou nel Gran Premio del Qatar (migliore prestazione stagionale). Questi risultati deludenti fanno scivolare nuovamente il team in nona posizione nel mondiale costruttori, con un totale di appena 16 punti.

#### Il secondo ritorno del nome Sauber (2024-)
Terminato l'accordo con Alfa Romeo, il 15 dicembre 2023 la scuderia svizzera annuncia la nuova denominazione Stake F1 Team Kick Sauber per il 2024, segnando il ritorno del nome Sauber in Formula 1 per la prima volta dal 2018. Tuttavia il 1º gennaio 2024 viene scelta la denominazione definitiva, accorciata in Stake F1 Team, mentre Kick Sauber rimane come nome del telaio, anche se sull'entry list ufficiale della FIA il costruttore viene iscritto con il nome completo.

##### 2024

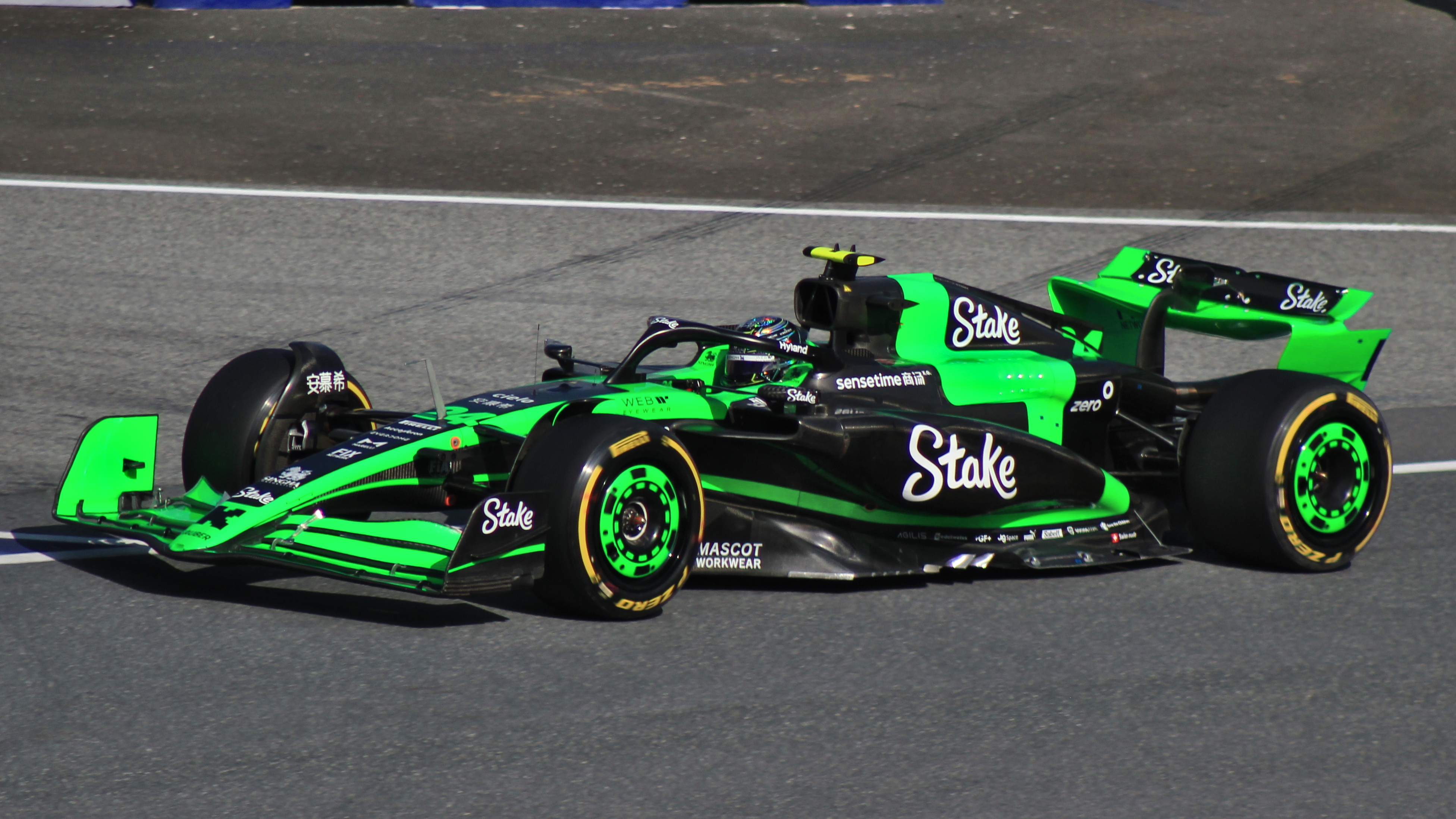
Zhou durante il Gran Premio d'Austria 2024.

Anche nel 2024 viene confermata per il terzo anno consecutivo la coppia di piloti composta da Valtteri Bottas e Zhou Guanyu. La stagione si rivela molto negativa, e nella prima metà del campionato la Sauber non riesce ad ottenere alcun punto, con entrambi i piloti relegati spesso in fondo al gruppo, sia in qualifica che in gara. Nel Gran Premio del Qatar, penultimo appuntamento stagionale, la scuderia coglie i primi punti in campionato, con l'ottavo posto di Zhou. Ma questa rimane l'unica soddisfazione di un'annata da dimenticare, con appena 4 punti conquistati e il decimo e ultimo posto nel mondiale costruttori.

##### 2025

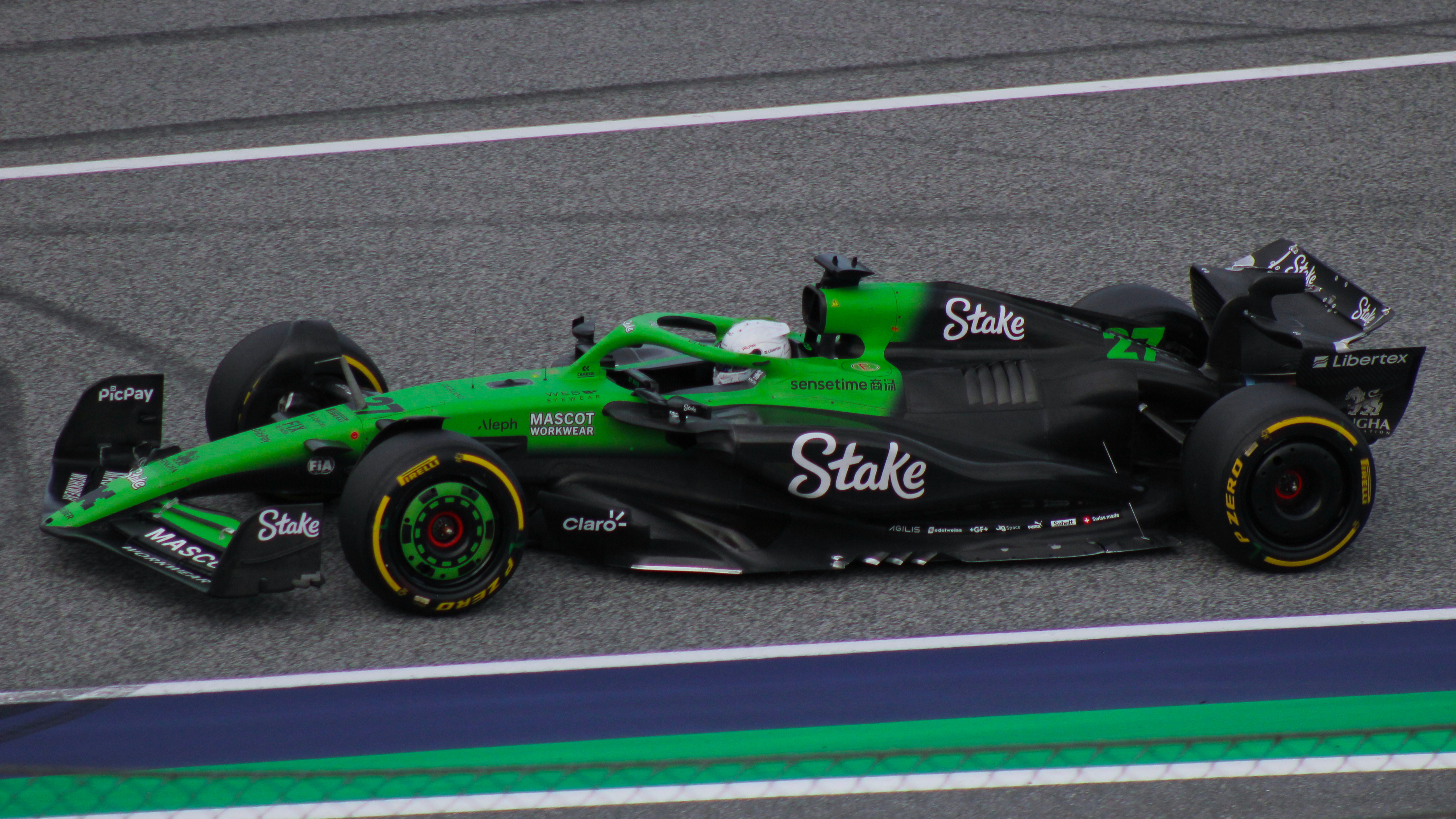
Hülkenberg, al ritorno nella scuderia dopo dodici anni, impegnato nel Gran Premio d'Austria 2025.

Nella stagione 2025 la formazione dei piloti cambia completamente: Valtteri Bottas (nuovo collaudatore Mercedes) e Zhou Guanyu (nuovo collaudatore Ferrari) vengono rimpiazzati dall'esperto pilota tedesco Nico Hülkenberg (già alla Sauber nel 2013), proveniente dalla Haas, e dal giovane pilota brasiliano Gabriel Bortoleto, all'esordio in Formula 1. Nel Gran Premio di Gran Bretagna Hülkenberg, partito dalla diciannovesima posizione in griglia, dopo una grande rimonta conclude terzo e ottiene il primo podio della sua lunga carriera, alla gara numero 239, mentre il team elvetico non saliva sul podio da 13 anni, dal Gran Premio del Giappone 2012 con Kamui Kobayashi. Altre buone prestazioni del tedesco, sommate a qualche arrivo a punti anche di Bortoleto, permettono alla scuderia di chiudere la prima parte di campionato con un rendimento andato ben oltre le aspettative.

## Gestione Sportiva
- Piloti: Nico Hülkenberg, Gabriel Bortoleto
- Team Principal: Jonathan Wheatley
- Presidente: carica vacante
- COO e CTO: Mattia Binotto
- Team Manager: Beat Zehnder
- Direttore tecnico: James Key
- Direttore operativo: Axel Kruse
- Capo progettista: carica vacante
- Capo aerodinamico: Nicolas Hennel de Beaupreau
- Direttore marketing: Yan Lefort
- Direttore delle operazioni in pista: Xevi Pujolar
- Responsabile reparto aerodinamica: Alessandro Cinelli
- Responsabile delle prestazioni della vettura: Lucia Conconi
- Responsabile delle comunicazioni: Maria Guidotti
- Responsabile delle strategie: Ruth Buscombe
- Ingegneri di pista: Julien Simon-Chautemps, Jörn Becker
- Capo meccanico: Reto Camenzind
- Collaudatori: Paul Aron

## Principali piloti
Come piloti principali si intendono tutti coloro che abbiano corso almeno 15 Gran Premi con la scuderia.
- Marcus Ericsson (2015-2018): 81 GP
- Kimi Räikkönen (2001, 2019-2021): 74 GP
- Valtteri Bottas (2022-2024): 68 GP
- Zhou Guanyu (2022-2024): 68 GP, 2 giri veloci
- Heinz-Harald Frentzen (1994-1996, 2002-2003): 64 GP, 2 podi
- Antonio Giovinazzi (2017, 2019-2021): 62 GP
- Kamui Kobayashi (2010-2012): 58 GP, 1 podio, 1 giro veloce
- Nick Heidfeld (2001-2003, 2010): 55 GP, 1 podio
- Felipe Massa (2002, 2004-2005): 52 GP
- Johnny Herbert (1996-1998): 48 GP, 2 podi
- Felipe Nasr (2015-2016): 39 GP
- Esteban Gutiérrez (2013-2014): 38 GP, 1 giro veloce
- Sergio Pérez (2011-2012): 37 GP, 3 podi, 1 giro veloce
- Nico Hülkenberg (2013, 2025-): 32 GP, 1 podio
- Jean Alesi (1998-1999): 32 GP, 1 podio
- Pedro Paulo Diniz (1999-2000): 32 GP
- Karl Wendlinger (1993-1995): 25 GP
- Charles Leclerc (2018): 21 GP
- Adrian Sutil (2014): 19 GP
- JJ Lehto (1993-1994): 18 GP
- Giancarlo Fisichella (2004): 18 GP
- Jacques Villeneuve (2005): 18 GP
- Pascal Wehrlein (2017): 18 GP
- Mika Salo (2000): 16 GP

## Risultati in Formula 1
| Anno | Vettura | Motore      | Gomme | Piloti     |     |     |     |     |     |     |   |     |     |     |     |     |     |   |     |     |  |  |  |  |  |  |  |  | Punti | Pos. |
| ---- | ------- | ----------- | ----- | ---------- | --- | --- | --- | --- | --- | --- | - | --- | --- | --- | --- | --- | --- | - | --- | --- |  |  |  |  |  |  |  |  | ----- | ---- |
| 1993 | C12     | Sauber LH10 | G     | Wendlinger | Rit | Rit | Rit | Rit | Rit | 13  | 6 | Rit | Rit | 9   | 6   | Rit | 4   | 5 | Rit | 15  |  |  |  |  |  |  |  |  | 12    | 7º   |
| 1993 | C12     | Sauber LH10 | G     | Lehto      | 5   | Rit | Rit | 4   | Rit | Rit | 7 | Rit | 8   | Rit | Rit | 9   | Rit | 7 | 8   | Rit |  |  |  |  |  |  |  |  | 12    | 7º   |

| Anno | Vettura | Motore              | Gomme | Piloti     |     |     |   |    |     |     |     |     |     |     |     |     |     |     |     |     |  |  |  |  |  |  |  |  | Punti | Pos. |
| ---- | ------- | ------------------- | ----- | ---------- | --- | --- | - | -- | --- | --- | --- | --- | --- | --- | --- | --- | --- | --- | --- | --- |  |  |  |  |  |  |  |  | ----- | ---- |
| 1994 | C13     | Mercedes-Benz 2175B | G     | Wendlinger | 6   | Rit | 4 | SP | INF | INF | INF | INF | INF | INF | INF | INF | INF | INF | INF | INF |  |  |  |  |  |  |  |  | 12    | 8º   |
| 1994 | C13     | Mercedes-Benz 2175B | G     | De Cesaris |     |     |   |    |     | Rit | 6   | Rit | Rit | Rit | Rit | Rit | Rit | Rit |     |     |  |  |  |  |  |  |  |  | 12    | 8º   |
| 1994 | C13     | Mercedes-Benz 2175B | G     | Lehto      |     |     |   |    |     |     |     |     |     |     |     |     |     |     | Rit | 10  |  |  |  |  |  |  |  |  | 12    | 8º   |
| 1994 | C13     | Mercedes-Benz 2175B | G     | Frentzen   | Rit | 5   | 7 | WD | Rit | Rit | 4   | 7   | Rit | Rit | Rit | Rit | Rit | 6   | 6   | 7   |  |  |  |  |  |  |  |  | 12    | 8º   |

| Anno | Vettura | Motore                    | Gomme | Piloti     |     |     |     |    |   |     |     |   |     |    |    |   |    |     |     |    |     |  |  |  |  |  |  |  | Punti | Pos. |
| ---- | ------- | ------------------------- | ----- | ---------- | --- | --- | --- | -- | - | --- | --- | - | --- | -- | -- | - | -- | --- | --- | -- | --- |  |  |  |  |  |  |  | ----- | ---- |
| 1995 | C14     | Ford Cosworth ECA Zetec-R | G     | Wendlinger | Rit | Rit | Rit | 13 |   |     |     |   |     |    |    |   |    |     |     | 10 | Rit |  |  |  |  |  |  |  | 18    | 7º   |
| 1995 | C14     | Ford Cosworth ECA Zetec-R | G     | Boullion   |     |     |     |    | 8 | Rit | Rit | 9 | 5   | 10 | 11 | 6 | 12 | Rit | Rit |    |     |  |  |  |  |  |  |  | 18    | 7º   |
| 1995 | C14     | Ford Cosworth ECA Zetec-R | G     | Frentzen   | Rit | 5   | 6   | 8  | 6 | Rit | 10  | 6 | Rit | 5  | 4  | 3 | 6  | Rit | 7   | 8  | Rit |  |  |  |  |  |  |  | 18    | 7º   |

| Anno | Vettura | Motore                   | Gomme | Piloti   |    |     |     |     |     |   |     |     |     |   |     |     |     |     |   |    |  |  |  |  |  |  |  |  | Punti | Pos. |
| ---- | ------- | ------------------------ | ----- | -------- | -- | --- | --- | --- | --- | - | --- | --- | --- | - | --- | --- | --- | --- | - | -- |  |  |  |  |  |  |  |  | ----- | ---- |
| 1996 | C15     | Ford Cosworth JD Zetec-R | G     | Herbert  | NP | Rit | 9   | 7   | Rit | 3 | Rit | 7   | SQ  | 9 | Rit | Rit | Rit | 9   | 8 | 10 |  |  |  |  |  |  |  |  | 11    | 7º   |
| 1996 | C15     | Ford Cosworth JD Zetec-R | G     | Frentzen | 8  | Rit | Rit | Rit | Rit | 4 | 4   | Rit | Rit | 8 | 8   | Rit | Rit | Rit | 7 | 6  |  |  |  |  |  |  |  |  | 11    | 7º   |

| Anno | Vettura | Motore          | Gomme | Piloti     |     |    |     |     |     |    |    |     |     |     |     |   |     |   |   |    |     |  |  |  |  |  |  |  | Punti | Pos. |
| ---- | ------- | --------------- | ----- | ---------- | --- | -- | --- | --- | --- | -- | -- | --- | --- | --- | --- | - | --- | - | - | -- | --- |  |  |  |  |  |  |  | ----- | ---- |
| 1997 | C16     | Petronas SPE-01 | G     | Herbert    | Rit | 7  | 4   | Rit | Rit | 5  | 5  | 8   | Rit | Rit | 3   | 4 | Rit | 8 | 7 | 6  | 8   |  |  |  |  |  |  |  | 16    | 7º   |
| 1997 | C16     | Petronas SPE-01 | G     | Larini     | 6   | 11 | Rit | 7   | Rit |    |    |     |     |     |     |   |     |   |   |    |     |  |  |  |  |  |  |  | 16    | 7º   |
| 1997 | C16     | Petronas SPE-01 | G     | Morbidelli |     |    |     |     |     | 14 | 10 | INF | INF | INF | Rit | 9 | 12  | 9 | 9 | NP | INF |  |  |  |  |  |  |  | 16    | 7º   |
| 1997 | C16     | Petronas SPE-01 | G     | Fontana    |     |    |     |     |     |    |    | Rit | 9   | 9   |     |   |     |   |   |    | 14  |  |  |  |  |  |  |  | 16    | 7º   |

| Anno | Vettura | Motore           | Gomme | Piloti  |     |    |     |     |    |    |     |   |     |     |     |    |     |     |     |    |  |  |  |  |  |  |  |  | Punti | Pos. |
| ---- | ------- | ---------------- | ----- | ------- | --- | -- | --- | --- | -- | -- | --- | - | --- | --- | --- | -- | --- | --- | --- | -- |  |  |  |  |  |  |  |  | ----- | ---- |
| 1998 | C17     | Petronas SPE-01D | G     | Alesi   | Rit | 9  | 5   | 6   | 10 | 12 | Rit | 7 | Rit | Rit | 10  | 7  | 3   | 5   | 10  | 7  |  |  |  |  |  |  |  |  | 10    | 6º   |
| 1998 | C17     | Petronas SPE-01D | G     | Herbert | 6   | 11 | Rit | Rit | 7  | 7  | Rit | 8 | Rit | 8   | Rit | 10 | Rit | Rit | Rit | 10 |  |  |  |  |  |  |  |  | 10    | 6º   |

| Anno | Vettura | Motore           | Gomme | Piloti |     |     |     |     |     |     |     |    |     |     |     |     |     |     |     |    |  |  |  |  |  |  |  |  | Punti | Pos. |
| ---- | ------- | ---------------- | ----- | ------ | --- | --- | --- | --- | --- | --- | --- | -- | --- | --- | --- | --- | --- | --- | --- | -- |  |  |  |  |  |  |  |  | ----- | ---- |
| 1999 | C18     | Petronas SPE-03A | B     | Alesi  | Rit | Rit | 6   | Rit | Rit | Rit | Rit | 14 | Rit | 8   | 16  | 9   | 9   | Rit | 7   | 6  |  |  |  |  |  |  |  |  | 5     | 8º   |
| 1999 | C18     | Petronas SPE-03A | B     | Diniz  | Rit | Rit | Rit | Rit | Rit | 6   | Rit | 6  | 6   | Rit | Rit | Rit | Rit | Rit | Rit | 11 |  |  |  |  |  |  |  |  | 5     | 8º   |

| Anno | Vettura | Motore           | Gomme | Piloti |     |    |   |    |     |     |     |     |    |   |     |     |    |   |     |    |     |  |  |  |  |  |  |  | Punti | Pos. |
| ---- | ------- | ---------------- | ----- | ------ | --- | -- | - | -- | --- | --- | --- | --- | -- | - | --- | --- | -- | - | --- | -- | --- |  |  |  |  |  |  |  | ----- | ---- |
| 2000 | C19     | Petronas SPE-04A | B     | Diniz  | Rit | WD | 8 | 11 | Rit | 7   | Rit | 10  | 11 | 9 | Rit | Rit | 11 | 8 | 8   | 11 | Rit |  |  |  |  |  |  |  | 6     | 8º   |
| 2000 | C19     | Petronas SPE-04A | B     | Salo   | SQ  | WD | 6 | 8  | 7   | Rit | 5   | Rit | 10 | 6 | 5   | 10  | 9  | 7 | Rit | 10 | 8   |  |  |  |  |  |  |  | 6     | 8º   |

| Anno | Vettura | Motore       | Gomme | Piloti    |   |     |     |     |   |   |     |     |     |   |   |     |   |     |    |     |     |  |  |  |  |  |  |  | Punti | Pos. |
| ---- | ------- | ------------ | ----- | --------- | - | --- | --- | --- | - | - | --- | --- | --- | - | - | --- | - | --- | -- | --- | --- |  |  |  |  |  |  |  | ----- | ---- |
| 2001 | C20     | Petronas 01A | B     | Heidfeld  | 4 | Rit | 3   | 7   | 6 | 9 | Rit | Rit | Rit | 6 | 6 | Rit | 6 | Rit | 11 | 6   | 9   |  |  |  |  |  |  |  | 21    | 4º   |
| 2001 | C20     | Petronas 01A | B     | Räikkönen | 6 | Rit | Rit | Rit | 8 | 4 | 10  | 4   | 10  | 7 | 5 | Rit | 7 | NP  | 7  | Rit | Rit |  |  |  |  |  |  |  | 21    | 4º   |

| Anno | Vettura | Motore       | Gomme | Piloti   |     |   |     |    |   |     |     |    |   |   |     |   |   |     |     |    |     |  |  |  |  |  |  |  | Punti | Pos. |
| ---- | ------- | ------------ | ----- | -------- | --- | - | --- | -- | - | --- | --- | -- | - | - | --- | - | - | --- | --- | -- | --- |  |  |  |  |  |  |  | ----- | ---- |
| 2002 | C21     | Petronas 02A | B     | Heidfeld | Rit | 5 | Rit | 10 | 4 | Rit | 8   | 12 | 7 | 6 | 7   | 6 | 9 | 10  | 10  | 9  | 7   |  |  |  |  |  |  |  | 11    | 5º   |
| 2002 | C21     | Petronas 02A | B     | Massa    | Rit | 6 | Rit | 8  | 5 | Rit | Rit | 9  | 6 | 9 | Rit | 7 | 7 | Rit | Rit |    | Rit |  |  |  |  |  |  |  | 11    | 5º   |
| 2002 | C21     | Petronas 02A | B     | Frentzen |     |   |     |    |   |     |     |    |   |   |     |   |   |     |     | 13 |     |  |  |  |  |  |  |  | 11    | 5º   |

| Anno | Vettura | Motore       | Gomme | Piloti   |     |   |     |    |     |     |     |     |   |    |    |     |     |     |   |     |  |  |  |  |  |  |  |  | Punti | Pos. |
| ---- | ------- | ------------ | ----- | -------- | --- | - | --- | -- | --- | --- | --- | --- | - | -- | -- | --- | --- | --- | - | --- |  |  |  |  |  |  |  |  | ----- | ---- |
| 2003 | C22     | Petronas 03A | B     | Heidfeld | Rit | 8 | Rit | 10 | 10  | Rit | 11  | Rit | 8 | 13 | 17 | 10  | 9   | 9   | 5 | 9   |  |  |  |  |  |  |  |  | 19    | 6º   |
| 2003 | C22     | Petronas 03A | B     | Frentzen | 6   | 9 | 5   | 11 | Rit | NP  | Rit | Rit | 9 | 12 | 12 | Rit | Rit | 13* | 3 | Rit |  |  |  |  |  |  |  |  | 19    | 6º   |

| Anno | Vettura | Motore       | Gomme | Piloti     |     |    |    |    |   |     |   |     |     |    |   |    |     |   |    |   |   |   |  |  |  |  |  |  | Punti | Pos. |
| ---- | ------- | ------------ | ----- | ---------- | --- | -- | -- | -- | - | --- | - | --- | --- | -- | - | -- | --- | - | -- | - | - | - |  |  |  |  |  |  | ----- | ---- |
| 2004 | C23     | Petronas 04A | B     | Fisichella | 10  | 11 | 11 | 9  | 7 | Rit | 6 | 4   | 9*  | 12 | 6 | 9  | 8   | 5 | 8  | 7 | 8 | 9 |  |  |  |  |  |  | 34    | 6º   |
| 2004 | C23     | Petronas 04A | B     | Massa      | Rit | 8  | 12 | 10 | 9 | 5   | 9 | Rit | Rit | 13 | 9 | 13 | Rit | 4 | 12 | 8 | 9 | 8 |  |  |  |  |  |  | 34    | 6º   |

| Anno | Vettura | Motore       | Gomme | Piloti     |    |     |     |    |     |    |    |   |    |     |    |    |     |     |    |    |    |    |    |  |  |  |  |  | Punti | Pos. |
| ---- | ------- | ------------ | ----- | ---------- | -- | --- | --- | -- | --- | -- | -- | - | -- | --- | -- | -- | --- | --- | -- | -- | -- | -- | -- |  |  |  |  |  | ----- | ---- |
| 2005 | C24     | Petronas 05A | M     | Villeneuve | 13 | Rit | 11* | 4  | Rit | 11 | 13 | 9 | NP | 8   | 14 | 15 | Rit | 11  | 11 | 6  | 12 | 12 | 10 |  |  |  |  |  | 20    | 8º   |
| 2005 | C24     | Petronas 05A | M     | Massa      | 10 | 10  | 7   | 10 | 11* | 9  | 14 | 4 | NP | Rit | 10 | 8  | 14  | Rit | 9  | 10 | 11 | 10 | 6  |  |  |  |  |  | 20    | 8º   |

| Anno | Vettura | Motore      | Gomme | Piloti     |     |     |     |     |     |     |    |     |    |     |    |   |    |     |     |   |   |    |    |  |  |  |  |  | Punti | Pos. |
| ---- | ------- | ----------- | ----- | ---------- | --- | --- | --- | --- | --- | --- | -- | --- | -- | --- | -- | - | -- | --- | --- | - | - | -- | -- |  |  |  |  |  | ----- | ---- |
| 2010 | C29     | Ferrari 056 | B     | De La Rosa | Rit | 12  | NP  | Rit | Rit | Rit | 11 | Rit | 12 | Rit | 14 | 7 | 11 | 14  |     |   |   |    |    |  |  |  |  |  | 44    | 8º   |
| 2010 | C29     | Ferrari 056 | B     | Heidfeld   |     |     |     |     |     |     |    |     |    |     |    |   |    |     | Rit | 8 | 9 | 17 | 11 |  |  |  |  |  | 44    | 8º   |
| 2010 | C29     | Ferrari 056 | B     | Kobayashi  | Rit | Rit | Rit | Rit | 12  | Rit | 10 | Rit | 7  | 6   | 11 | 9 | 8  | Rit | Rit | 7 | 8 | 10 | 14 |  |  |  |  |  | 44    | 8º   |

| Anno | Vettura | Motore      | Gomme | Piloti     |    |     |    |    |    |    |    |    |     |    |    |     |     |    |    |    |     |    |    |  |  |  |  |  | Punti | Pos. |
| ---- | ------- | ----------- | ----- | ---------- | -- | --- | -- | -- | -- | -- | -- | -- | --- | -- | -- | --- | --- | -- | -- | -- | --- | -- | -- |  |  |  |  |  | ----- | ---- |
| 2011 | C30     | Ferrari 056 | P     | Kobayashi  | SQ | 7   | 10 | 10 | 10 | 5  | 7  | 16 | Rit | 9  | 11 | 12  | Rit | 14 | 13 | 15 | Rit | 10 | 9  |  |  |  |  |  | 44    | 7º   |
| 2011 | C30     | Ferrari 056 | P     | Pérez      | SQ | Rit | 17 | 14 | 9  | NP | SP | 11 | 7   | 11 | 15 | Rit | Rit | 10 | 8  | 16 | 10  | 11 | 13 |  |  |  |  |  | 44    | 7º   |
| 2011 | C30     | Ferrari 056 | P     | De La Rosa |    |     |    |    |    |    | 12 |    |     |    |    |     |     |    |    |    |     |    |    |  |  |  |  |  | 44    | 7º   |

| Anno | Vettura | Motore      | Gomme | Piloti    |   |     |    |    |     |     |   |     |     |   |     |     |   |    |     |     |     |    |    |     |  |  |  |  | Punti | Pos. |
| ---- | ------- | ----------- | ----- | --------- | - | --- | -- | -- | --- | --- | - | --- | --- | - | --- | --- | - | -- | --- | --- | --- | -- | -- | --- |  |  |  |  | ----- | ---- |
| 2012 | C31     | Ferrari 056 | P     | Kobayashi | 6 | Rit | 10 | 13 | 5   | Rit | 9 | Rit | 11  | 4 | 18* | 13  | 9 | 13 | 3   | Rit | 14  | 6  | 14 | 9   |  |  |  |  | 126   | 6º   |
| 2012 | C31     | Ferrari 056 | P     | Pérez     | 8 | 2   | 11 | 11 | Rit | 11  | 3 | 9   | Rit | 6 | 14  | Rit | 2 | 10 | Rit | 11  | Rit | 15 | 11 | Rit |  |  |  |  | 126   | 6º   |

| Anno | Vettura | Motore      | Gomme | Piloti     |    |    |     |    |    |    |     |    |    |     |    |    |    |    |   |     |    |    |    |  |  |  |  |  | Punti | Pos. |
| ---- | ------- | ----------- | ----- | ---------- | -- | -- | --- | -- | -- | -- | --- | -- | -- | --- | -- | -- | -- | -- | - | --- | -- | -- | -- |  |  |  |  |  | ----- | ---- |
| 2013 | C32     | Ferrari 056 | P     | Hülkenberg | NP | 8  | 10  | 12 | 15 | 11 | Rit | 10 | 10 | 11  | 13 | 5  | 9  | 4  | 6 | 19* | 14 | 6  | 8  |  |  |  |  |  | 57    | 7º   |
| 2013 | C32     | Ferrari 056 | P     | Gutiérrez  | 13 | 12 | Rit | 18 | 11 | 13 | 20* | 14 | 14 | Rit | 14 | 13 | 12 | 11 | 7 | 15  | 13 | 13 | 12 |  |  |  |  |  | 57    | 7º   |

| Anno | Vettura | Motore        | Gomme | Piloti    |    |     |     |     |    |     |     |    |     |     |     |    |    |     |     |    |     |    |    |  |  |  |  |  | Punti | Pos. |
| ---- | ------- | ------------- | ----- | --------- | -- | --- | --- | --- | -- | --- | --- | -- | --- | --- | --- | -- | -- | --- | --- | -- | --- | -- | -- |  |  |  |  |  | ----- | ---- |
| 2014 | C33     | Ferrari 059/3 | P     | Sutil     | 11 | Rit | Rit | Rit | 17 | Rit | 13  | 13 | 13  | Rit | 11  | 14 | 15 | Rit | 21* | 16 | Rit | 16 | 16 |  |  |  |  |  | 0     | 10º  |
| 2014 | C33     | Ferrari 059/3 | P     | Gutiérrez | 12 | Rit | Rit | 16  | 16 | Rit | 14* | 19 | Rit | 14  | Rit | 15 | 20 | Rit | 13  | 15 | 14  | 14 | 15 |  |  |  |  |  | 0     | 10º  |

| Anno | Vettura | Motore        | Gomme | Piloti   |   |     |    |    |    |    |    |    |    |    |    |    |    |     |     |     |     |    |    |  |  |  |  |  | Punti | Pos. |
| ---- | ------- | ------------- | ----- | -------- | - | --- | -- | -- | -- | -- | -- | -- | -- | -- | -- | -- | -- | --- | --- | --- | --- | -- | -- |  |  |  |  |  | ----- | ---- |
| 2015 | C34     | Ferrari 059/4 | P     | Ericsson | 8 | Rit | 10 | 14 | 14 | 13 | 14 | 13 | 11 | 10 | 10 | 9  | 11 | 14  | Rit | Rit | 12  | 16 | 14 |  |  |  |  |  | 36    | 8º   |
| 2015 | C34     | Ferrari 059/4 | P     | Nasr     | 5 | 12  | 8  | 12 | 12 | 9  | 16 | 11 | NP | 11 | 11 | 13 | 10 | 20* | 6   | 9   | Rit | 13 | 15 |  |  |  |  |  | 36    | 8º   |

| Anno | Vettura | Motore        | Gomme | Piloti   |     |    |    |    |    |     |    |    |    |     |    |     |     |     |    |     |    |    |    |     |    |  |  |  | Punti | Pos. |
| ---- | ------- | ------------- | ----- | -------- | --- | -- | -- | -- | -- | --- | -- | -- | -- | --- | -- | --- | --- | --- | -- | --- | -- | -- | -- | --- | -- |  |  |  | ----- | ---- |
| 2016 | C35     | Ferrari 059/5 | P     | Ericsson | Rit | 12 | 16 | 14 | 12 | Rit | 15 | 17 | 15 | Rit | 20 | 18  | Rit | 16  | 17 | 12  | 15 | 14 | 11 | Rit | 15 |  |  |  | 2     | 10º  |
| 2016 | C35     | Ferrari 059/5 | P     | Nasr     | 15  | 14 | 20 | 16 | 14 | Rit | 18 | 12 | 13 | 15  | 17 | Rit | 17  | Rit | 13 | Rit | 19 | 15 | 15 | 9   | 16 |  |  |  | 2     | 10º  |

| Anno | Vettura | Motore        | Gomme | Piloti     |     |     |     |    |    |     |    |    |    |    |    |     |     |     |    |     |     |     |    |    |  |  |  |  | Punti | Pos. |
| ---- | ------- | ------------- | ----- | ---------- | --- | --- | --- | -- | -- | --- | -- | -- | -- | -- | -- | --- | --- | --- | -- | --- | --- | --- | -- | -- |  |  |  |  | ----- | ---- |
| 2017 | C36     | Ferrari 059/5 | P     | Ericsson   | Rit | 15  | Rit | 15 | 11 | Rit | 13 | 11 | 15 | 14 | 16 | 16  | 18* | Rit | 18 | Rit | 15  | Rit | 13 | 17 |  |  |  |  | 5     | 10º  |
| 2017 | C36     | Ferrari 059/5 | P     | Wehrlein   | SP  | INF | 11  | 16 | 8  | Rit | 15 | 10 | 14 | 17 | 15 | Rit | 16  | 12  | 17 | 15  | Rit | 14  | 14 | 14 |  |  |  |  | 5     | 10º  |
| 2017 | C36     | Ferrari 059/5 | P     | Giovinazzi | 12  | Rit |     |    |    |     |    |    |    |    |    |     |     |     |    |     |     |     |    |    |  |  |  |  | 5     | 10º  |

| Anno | Vettura | Motore          | Gomme | Piloti   |     |    |    |    |    |     |    |    |    |     |    |     |     |    |    |    |     |     |   |     |     |  |  |  | Punti | Pos. |
| ---- | ------- | --------------- | ----- | -------- | --- | -- | -- | -- | -- | --- | -- | -- | -- | --- | -- | --- | --- | -- | -- | -- | --- | --- | - | --- | --- |  |  |  | ----- | ---- |
| 2018 | C37     | Ferrari 062 EVO | P     | Ericsson | Rit | 9  | 16 | 11 | 13 | 11  | 15 | 13 | 10 | Rit | 9  | 15  | 10  | 15 | 11 | 13 | 12  | 10  | 9 | Rit | Rit |  |  |  | 48    | 8º   |
| 2018 | C37     | Ferrari 062 EVO | P     | Leclerc  | 13  | 12 | 19 | 6  | 10 | 18* | 10 | 10 | 9  | Rit | 15 | Rit | Rit | 11 | 9  | 7  | Rit | Rit | 7 | 7   | 7   |  |  |  | 48    | 8º   |

| Anno | Vettura | Motore      | Gomme | Piloti     |    |    |    |    |    |    |    |    |    |     |    |    |     |    |     |    |    |     |    |   |    |  |  |  | Punti | Pos. |
| ---- | ------- | ----------- | ----- | ---------- | -- | -- | -- | -- | -- | -- | -- | -- | -- | --- | -- | -- | --- | -- | --- | -- | -- | --- | -- | - | -- |  |  |  | ----- | ---- |
| 2019 | C38     | Ferrari 064 | P     | Räikkönen  | 8  | 7  | 9  | 10 | 14 | 17 | 15 | 7  | 9  | 8   | 12 | 7  | 16  | 15 | Rit | 13 | 12 | Rit | 11 | 4 | 13 |  |  |  | 57    | 8º   |
| 2019 | C38     | Ferrari 064 | P     | Giovinazzi | 15 | 11 | 15 | 12 | 16 | 19 | 13 | 16 | 10 | Rit | 13 | 18 | 18* | 9  | 10  | 15 | 14 | 14  | 14 | 5 | 16 |  |  |  | 57    | 8º   |

| Anno | Vettura | Motore      | Gomme | Piloti     |     |    |    |    |    |    |     |    |     |    |    |    |    |     |    |    |    |  |  |  |  |  |  |  | Punti | Pos. |
| ---- | ------- | ----------- | ----- | ---------- | --- | -- | -- | -- | -- | -- | --- | -- | --- | -- | -- | -- | -- | --- | -- | -- | -- |  |  |  |  |  |  |  | ----- | ---- |
| 2020 | C39     | Ferrari 065 | P     | Räikkönen  | Rit | 11 | 15 | 17 | 15 | 14 | 12  | 13 | 9   | 14 | 12 | 11 | 9  | 15  | 15 | 14 | 12 |  |  |  |  |  |  |  | 8     | 8º   |
| 2020 | C39     | Ferrari 065 | P     | Giovinazzi | 9   | 14 | 17 | 14 | 17 | 16 | Rit | 16 | Rit | 11 | 10 | 15 | 10 | Rit | 16 | 13 | 16 |  |  |  |  |  |  |  | 8     | 8º   |

| Anno | Vettura | Motore      | Gomme | Piloti     |    |    |     |    |    |    |    |    |    |    |    |    |    |    |    |    |    |    |    |    |    |     |  |  | Punti | Pos. |
| ---- | ------- | ----------- | ----- | ---------- | -- | -- | --- | -- | -- | -- | -- | -- | -- | -- | -- | -- | -- | -- | -- | -- | -- | -- | -- | -- | -- | --- |  |  | ----- | ---- |
| 2021 | C41     | Ferrari 066 | P     | Räikkönen  | 11 | 13 | Rit | 12 | 11 | 10 | 17 | 11 | 15 | 15 | 10 | 18 | SP |    | 8  | 12 | 13 | 8  | 12 | 14 | 15 | Rit |  |  | 13    | 9º   |
| 2021 | C41     | Ferrari 066 | P     | Kubica     |    |    |     |    |    |    |    |    |    |    |    |    | 15 | 14 |    |    |    |    |    |    |    |     |  |  | 13    | 9º   |
| 2021 | C41     | Ferrari 066 | P     | Giovinazzi | 12 | 14 | 12  | 15 | 10 | 11 | 15 | 15 | 14 | 13 | 13 | 13 | 14 | 13 | 16 | 11 | 11 | 11 | 14 | 15 | 9  | Rit |  |  | 13    | 9º   |

| Anno | Vettura | Motore        | Gomme | Piloti |    |     |    |    |     |     |    |     |   |     |    |     |     |     |     |    |     |    |     |    |    |    |  |  | Punti | Pos. |
| ---- | ------- | ------------- | ----- | ------ | -- | --- | -- | -- | --- | --- | -- | --- | - | --- | -- | --- | --- | --- | --- | -- | --- | -- | --- | -- | -- | -- |  |  | ----- | ---- |
| 2022 | C42     | Ferrari 066/7 | P     | Bottas | 6  | Rit | 8  | 57 | 7   | 6   | 9  | 11  | 7 | Rit | 11 | 14  | 20* | Rit | Rit | 13 | 11  | 15 | Rit | 10 | 9  | 15 |  |  | 55    | 6º   |
| 2022 | C42     | Ferrari 066/7 | P     | Zhou   | 10 | 11  | 11 | 15 | Rit | Rit | 16 | Rit | 8 | Rit | 14 | 16* | 13  | 14  | 16  | 10 | Rit | 16 | 12  | 13 | 12 | 12 |  |  | 55    | 6º   |

| Anno | Vettura | Motore         | Gomme | Piloti |    |    |    |     |    |    |    |    |    |    |    |    |     |    |     |     |   |    |    |     |    |    |  |  | Punti | Pos. |
| ---- | ------- | -------------- | ----- | ------ | -- | -- | -- | --- | -- | -- | -- | -- | -- | -- | -- | -- | --- | -- | --- | --- | - | -- | -- | --- | -- | -- |  |  | ----- | ---- |
| 2023 | C43     | Ferrari 066/10 | P     | Bottas | 8  | 18 | 11 | 18  | 13 | 11 | 19 | 10 | 15 | 12 | 12 | 12 | 14  | 10 | Rit | Rit | 8 | 12 | 15 | Rit | 17 | 19 |  |  | 16    | 9º   |
| 2023 | C43     | Ferrari 066/10 | P     | Zhou   | 16 | 13 | 9  | Rit | 16 | 13 | 9  | 16 | 12 | 15 | 16 | 13 | Rit | 14 | 12  | 13  | 9 | 13 | 14 | Rit | 15 | 17 |  |  | 16    | 9º   |

| Anno | Vettura | Motore         | Gomme | Piloti |    |    |    |     |     |    |    |    |    |    |    |    |    |     |    |    |    |    |    |    |    |    |    |     | Punti | Pos. |
| ---- | ------- | -------------- | ----- | ------ | -- | -- | -- | --- | --- | -- | -- | -- | -- | -- | -- | -- | -- | --- | -- | -- | -- | -- | -- | -- | -- | -- | -- | --- | ----- | ---- |
| 2024 | C44     | Ferrari 066/12 | P     | Bottas | 19 | 17 | 14 | 14  | Rit | 16 | 18 | 13 | 13 | 16 | 16 | 15 | 16 | 15  | 19 | 16 | 16 | 16 | 17 | 14 | 13 | 18 | 11 | Rit | 4     | 10º  |
| 2024 | C44     | Ferrari 066/12 | P     | Zhou   | 11 | 18 | 15 | Rit | 14  | 14 | 15 | 16 | 15 | 13 | 17 | 18 | 19 | Rit | 20 | 18 | 14 | 15 | 19 | 15 | 15 | 13 | 8  | 13  | 4     | 10º  |

| Anno | Vettura | Motore         | Gomme | Piloti     |     |    |    |    |    |     |    |    |    |    |   |     |    |    |  |  |  |  |  |  |  |  |  |  | Punti | Pos. |
| ---- | ------- | -------------- | ----- | ---------- | --- | -- | -- | -- | -- | --- | -- | -- | -- | -- | - | --- | -- | -- |  |  |  |  |  |  |  |  |  |  | ----- | ---- |
| 2025 | C45     | Ferrari 066/15 | P     | Hülkenberg | 7   | 15 | 16 | SQ | 15 | 14  | 12 | 16 | 5  | 8  | 9 | 3   | 12 | 13 |  |  |  |  |  |  |  |  |  |  | 51    |      |
| 2025 | C45     | Ferrari 066/15 | P     | Bortoleto  | Rit | 14 | 19 | 18 | 18 | Rit | 18 | 14 | 12 | 14 | 8 | Rit | 9  | 6  |  |  |  |  |  |  |  |  |  |  | 51    |      |

| Legenda | 1º posto     | 2º posto | 3º posto    | A punti         | Senza punti/Non class.  | Grassetto – Pole position Corsivo – Giro più veloce Apice – Risultato Sprint (A punti) |
| Legenda | Squalificato | Ritirato | Non partito | Non qualificato | Solo prove/Terzo pilota | Grassetto – Pole position Corsivo – Giro più veloce Apice – Risultato Sprint (A punti) |

* – Indica il pilota ritirato ma ugualmente classificato avendo coperto, come previsto dal regolamento, almeno il 90% della distanza di gara.

## Loghi

Il logo Sauber F1 Team usato dal 2010 al 2017
Il composit logo dell'Alfa Romeo Sauber F1 Team usato nella stagione 2018
Il logo Alfa Romeo Racing usato nella stagione 2019
Il composit logo dell'Alfa Romeo Racing ORLEN usato dal 2020 al 2021
Il composit logo dell'Alfa Romeo F1 Team ORLEN usato nella stagione 2022
Il composit logo dell'Alfa Romeo F1 Team Stake usato nella stagione 2023
Il composit logo di Stake F1 Team Kick Sauber in uso dal 2024